# Bruins de Boston
Vous lisez un « article de qualité » labellisé en 2011.
Les Bruins de Boston, en anglais Boston Bruins, sont une franchise professionnelle de hockey sur glace d'Amérique du Nord. L'équipe est basée à Boston dans le Massachusetts aux États-Unis et joue ses matchs à domicile dans la salle du TD Garden depuis 1995. Auparavant, l'équipe a joué quelques saisons dans la Boston Arena puis la plus grande partie de son histoire dans le Boston Garden. Ils font partie de la ligue principale d'Amérique du Nord, la Ligue nationale de hockey (également désignée par le sigle LNH), et s'alignent dans la division Atlantique dans l'association de l'Est.
Fondés en 1924, les Bruins sont une des plus vieilles équipes de la LNH encore en activité ; ils font partie entre 1942 et 1967 des « six équipes originales » en compagnie des équipes des Blackhawks de Chicago, des Canadiens de Montréal, des Maple Leafs de Toronto, des Rangers de New York et des Red Wings de Détroit. C'est la première équipe de la Ligue nationale de hockey à s'être installée dans une ville des États-Unis et seuls les Canadiens et les Maple Leafs, alors nommés Saint-Patricks, sont antérieurs à l'équipe des Bruins. Depuis leur première saison en 1924-1925, ils disputent à dix-neuf reprises la finale de la Coupe Stanley et remportent les finales de 1929, 1939, 1941, 1970, 1972 et 2011. Leurs plus vieux et historiques rivaux sont les Canadiens de Montréal qui les ont battus à chaque fois que les deux équipes se sont rencontrées en finale.
Plus de huit cents joueurs différents ont porté les couleurs noir, or et blanc des Bruins depuis leurs débuts et plus de cinquante personnalités de l'équipe font partie du Temple de la renommée du hockey. C'est ainsi le cas de : « Ray » Bourque, également meilleur pointeur de l'histoire du club, Robert « Bobby » Orr, Phil Esposito, Tiny Thompson ou encore Cam Neely. L'équipe actuelle est entraînée par Joe Sacco.

## Historique

### Les premiers temps (1924-1942)

#### Les débuts de l'équipe (1924-1928)
Le 9 février 1924, Charles Adams, propriétaire d'épiceries à Boston, dans le Massachusetts, obtient de la Ligue nationale de hockey qu'elle s'étende aux États-Unis en lui accordant une franchise ; la rumeur veut qu'Adams ait payé 15 000 $ pour obtenir cette franchise,,. Les couleurs de cette nouvelle équipe sont celles des épiceries d'Adams : marron et or. Pour le choix du nom, Adams souhaite qu'il soit en rapport avec un animal de grande taille, fort, agile, féroce et rusé ; le nom de la nouvelle franchise lui est alors suggéré par son secrétaire, elle est baptisée « les Bruins ». Le mot bruin vient du néerlandais et signifie brun ; depuis la traduction du Roman de Renart, le mot est repris par les anglophones et désigne l'ours brun. Pour la saison 1924-1925, les Bruins sont, avec les Maroons de Montréal, une des deux nouvelles équipes à participer à la huitième saison de la LNH.
Adams engage Art Ross qui vient d'être congédié du poste d'entraîneur des Tigers de Hamilton et le désigne comme le premier directeur-général et entraîneur-chef de l'histoire de la franchise. Le premier match du club est joué le soir du 1er décembre 1924 contre les Maroons ; il s'agit du tout premier match de l'histoire de la LNH à l'extérieur du Canada que les Bruins remportent 2 buts à 1. Le tout premier but de la franchise est inscrit par Smokey Harris mais l'équipe perd les onze matchs suivants et, finalement, termine à la dernière place du classement de la saison 1924-1925 avec seulement six victoires.
Avant le début de la saison 1926-1927, Adams fait signer des contrats à sept joueurs de la défunte Western Canada Hockey League ; Eddie Shore, déjà réputé pour son style dynamique, fait partie du lot. L'ajout du jeune défenseur mais également de joueurs comme Harry Oliver permet aux Bruins d'atteindre la finale de la Coupe Stanley contre la meilleure équipe de la saison régulière, les Sénateurs d'Ottawa. Oliver termine meilleur pointeur alors que Shore est le deuxième joueur le plus pénalisé de toute la LNH.
La finale de la Coupe Stanley est censée se jouer au meilleur des trois matchs mais après un match nul lors de la première rencontre, le président de la LNH, Frank Calder, décide qu'au maximum cinq matchs seront joués et que s'il n'y a aucun vainqueur en cinq rencontres, les deux équipes seront sacrées championnes. Finalement, les matchs numéros un et trois se finissent sur un score de parité alors que les Sénateurs remportent les deux autres matchs et la coupe.

#### La première Coupe Stanley (1928-1929)

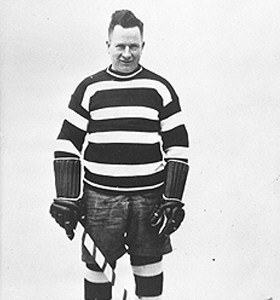
Cy Denneny, assistant-entraîneur et joueur des Bruins en 1928-1929.

Après quatre saisons jouées dans le Boston Arena, les Bruins déménagent pour la saison 1928-1929 dans le Boston Garden qui est inauguré le 17 novembre 1928. Cette nouvelle saison des Bruins est marquée par l'arrivée de Cy Denneny, alors meilleur buteur de l'histoire de la LNH, qui est vendu par les Sénateurs d'Ottawa. En plus de son rôle de joueur, il prend le poste d'assistant-entraîneur de l'équipe en assistant Art Ross qui est à la tête des Bruins depuis leurs débuts. Dans les buts, Cecil « Tiny » Thompson acheté aux Millers de Minneapolis de l'Association américaine de hockey (AHA) remplace Hal Winkler qui fait le chemin inverse. Le reste de l'équipe repose sur l'ossature de la saison précédente : les quatre meilleurs pointeurs de l'équipe – Harry Oliver, Eddie Shore, Frank Fredrickson et Dutch Gainor – sont toujours présents ; les Bruins n'enregistrent d'ailleurs qu'une seule absence parmi les huit meilleurs pointeurs de l'équipe avec le départ de Harry Connor pour les Americans de New York. Durant cette saison, un nouveau trio est composé de Cooney Weiland, Dutch Gainor et Dit Clapper ; ce trio est plus tard surnommé la Dynamite line.
Le début de saison est mitigé pour les Bruins qui ne gagnent que cinq de leurs quatorze premiers matchs, se classant troisièmes de la division Américaine derrière les Rangers de New York et les Cougars. L'année 1929 démarre bien mieux pour les Bruins : ils restent invaincus du 1er au 31 janvier, remportant onze de leurs treize premiers matchs de l'année et concédant deux matchs nuls. Entre-temps, l'équipe effectue quelques changements : après l'arrivée de Mickey MacKay des Pirates de Pittsburgh le 21 décembre en échange de Frank Fredrickson, Myles Lane est vendu pour 7 500 dollars par les Rangers le 21 janvier et Bill Carson est acheté à Toronto le 25 janvier. À l'issue de cette série sans défaite, les Bruins sont deuxièmes de la division, juste derrière les Rangers qui ont joué deux matchs de plus.
Malgré trois défaites successives début février, les Bruins continuent leur remontée au classement de la division dont ils prennent la tête, à égalité avec les Rangers, le 28 février après une victoire à Ottawa. Le 10 mars, alors que les deux équipes sont toujours à égalité, elles se rencontrent à New York ; les Bruins remportent le match 3-2, prenant seuls la tête de la division pour la garder jusqu'à la fin de la saison régulière en remportant leurs trois derniers matchs. Cette première place de la division leur assure une qualification directe pour les demi-finales de la Coupe Stanley alors que leurs rivaux doivent jouer une série supplémentaire.
Pour la demi-finale, les Bruins sont opposés aux Canadiens de Montréal, vainqueurs de la division Canadienne, eux aussi qualifiés directement. Les deux premiers matchs sont joués à Boston, le 19 et le 21 mars, et ils s'achèvent sur le même score de 1-0 en faveur des Bruins grâce à deux blanchissages de Thompson. Le troisième match, joué le 23 mars à Montréal se conclut lui aussi par une victoire des Bruins, 3-2 cette fois-ci, ce qui permet à Boston d'accéder à la deuxième finale de Coupe Stanley de son histoire après celle perdue deux ans auparavant face aux Sénateurs d'Ottawa.
En finale, ils retrouvent leurs rivaux de la division Américaine et champions en titre, les Rangers de New York. C'est la première fois de l'histoire de la Ligue nationale de hockey qu'une finale se dispute sans équipe canadienne. Le premier match est joué le 28 mars à Boston devant près de 18 000 spectateurs ; Dit Clapper et Dutch Gainor marquent chacun un but lors de la deuxième période alors que Tiny Thompson réalise son troisième blanchissage en quatre matchs et les Bruins gagnent le match 2-0. Dans la deuxième rencontre, jouée au Madison Square Garden à New York, les deux équipes sont à égalité 1-1 après deux périodes, le but des Bruins ayant été inscrit par Harry Oliver ; cependant moins de deux minutes avant la fin de la troisième période, Bill Carson marque le deuxième but de Boston qui leur donne la victoire et la première coupe Stanley de l'histoire des Bruins.

#### Une défaite en finale (1929-1930)

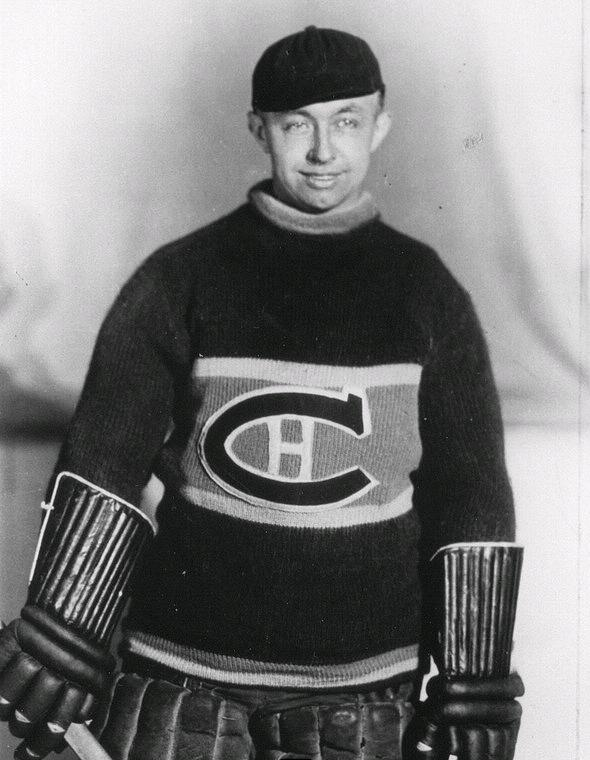
George Hainsworth et les Canadiens de Montréal empêchent les Bruins de remporter une deuxième Coupe Stanley en 1930.

Lors de la saison suivante, la LNH décide de changer les règles afin de lutter contre le faible nombre de buts inscrits ; une nouvelle règle est instaurée : les joueurs sont désormais autorisés à faire des passes à un autre joueur déjà en zone offensive. Cette nouvelle règle mène dès le début de la saison à de nombreux abus, avec des joueurs restant en zone offensive pour attendre la rondelle. La règle peu satisfaisante est retirée en décembre 1929 et est remplacée par la règle classiquement connue aujourd'hui du hors-jeu. Cooney Weiland des Bruins tire avantage de la nouvelle règle et inscrit 73 points, écrasant ainsi l'ancien record détenu jusque-là par Howie Morenz avec 51 points. Denneny quitte son poste d'assistant-entraîneur, décidant alors de devenir arbitre.
Tiny Thompson est l'autre rouage important de l'équipe avec une moyenne de buts encaissés de 2,23 buts par match, la plus petite des moyennes de buts alloués et il remporte le trophée Vézina. Thompson dans les buts et Weiland en attaque conduisent les Bruins en séries avec une fiche de saison remarquable de 38 victoires, 5 défaites et 1 match nul soit 87,5 % de victoires, le plus haut pourcentage de victoire d'une équipe dans la LNH – record toujours d'actualité. Entre le 3 décembre et le 9 janvier, l'équipe totalise quatorze victoires consécutives, la troisième plus longue série de victoires de la LNH,. Ils enregistrent vingt victoires consécutives à domicile en saison régulière, un record de la LNH ; ce record, égalé en 1976 par les Flyers de Philadelphie, n'est battu qu'en 2012 par les Red Wings de Détroit.
En séries les Bruins battent en demi-finale les champions de la division Canadienne pendant la saison, les Maroons de Montréal. Ces derniers perdent lors des deux premiers matchs de la série joués au Forum de Montréal : le premier match se solde par une victoire des Bruins 2-1 en prolongation, au bout de 45 minutes supplémentaires, l'entraîneur, Art Ross, se faisant remarquer par ses contestations incessantes des décisions du corps arbitral ; le deuxième match se termine par une victoire 4-2 de Boston avec deux buts de Dit Clapper. Les joueurs de Montréal remportent le troisième match avec une victoire 1 but à 0 mais le match suivant se conclut par la victoire des Bruins, 5 buts à 1. Les Bruins accèdent pour la troisième fois à la finale de la Coupe Stanley et sont opposés aux Canadiens de Montréal menés par Howie Morenz.
Morenz et ses coéquipiers inscrivent trois buts lors du premier match de la série dans la patinoire des Bruins sans en concéder un seul. Les filets de Hainsworth restent ainsi inviolés pendant 270 minutes et 8 secondes, record toujours d'actualité en 2010. Le deuxième match de la série tourne également à l'avantage des Canadiens : Bert McCaffrey et Nick Wasnie inscrivent les deux premiers buts du match, puis c'est au tour du capitaine de l'équipe, Sylvio Mantha et de Morenz de tromper Thompson. Les Canadiens mènent alors 4-1, le premier but des Bruins étant inscrit par Eddie Shore. Boston parvient à inscrire deux buts de plus mais Hainsworth résiste aux assauts adverses et offre une nouvelle coupe Stanley aux Canadiens. Cette défaite en deux matchs à l'issue d'une telle saison pour une équipe championne en titre choque la direction de la ligue qui décide pour les saisons suivantes de modifier les règlements : dès la saison suivante, la finale se joue au meilleur des cinq matchs.

#### Période de transition (1930-1938)

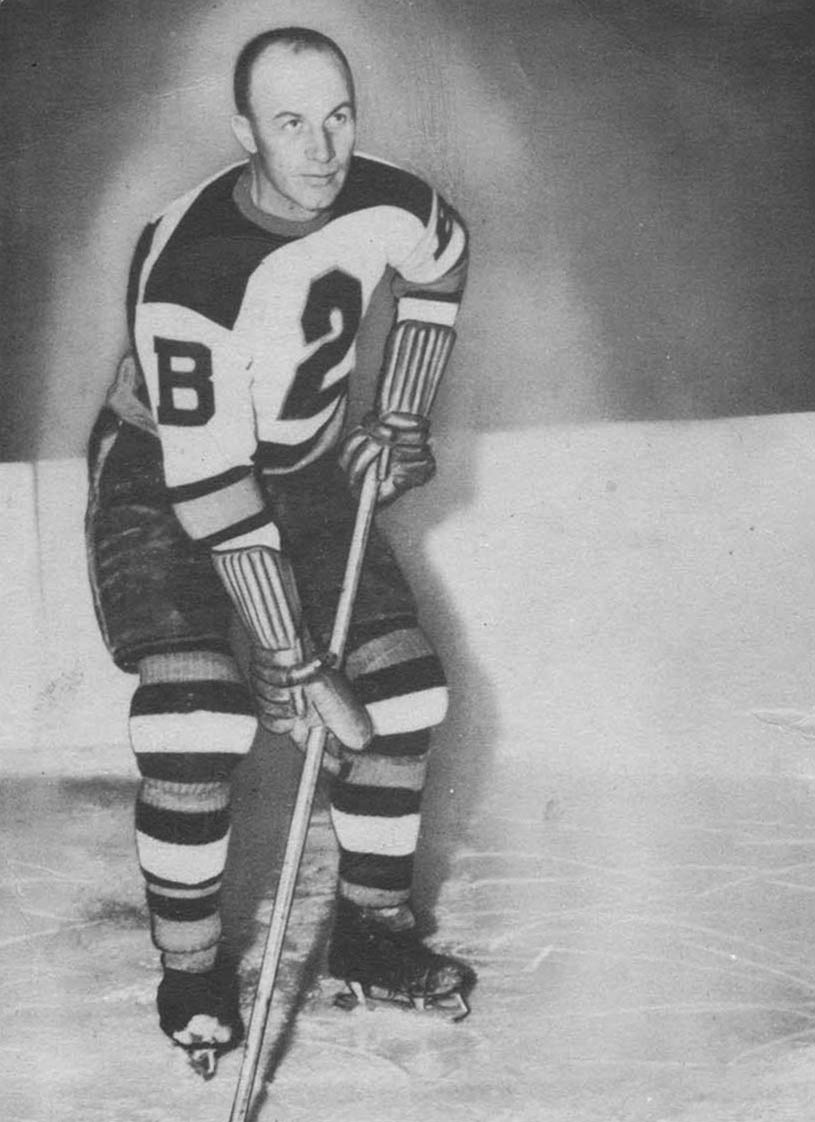
Au cours des années 1930, Eddie Shore (ici à droite) est un des joueurs les plus dominants de la LNH.

Pour cette nouvelle saison, Ross est toujours derrière le banc de l'équipe qui se classe une nouvelle fois à la première place de la division et même de la LNH avec deux points d'avance sur les Canadiens. L'équipe compte toujours Weiland comme meilleur pointeur mais il retourne à un total de points plus classique avec trente-huit réalisations ; il est le neuvième pointeur de la saison alors que Morenz remporte la course aux points avec cinquante-et-un points. La première place des Bruins leur permet encore une fois d'accéder à la demi-finale des séries et ils y retrouvent les finalistes et vainqueurs de la saison passée : les Canadiens. Ce sont ces derniers qui vont s'imposer au terme de la série trois matchs à deux. La série se conclut au bout de dix-neuf minutes de prolongations lors du dernier match et un but de Wildor Larochelle. Lors du deuxième match de la série, l'équipe d'Art Ross est menée 1-0 à moins d'une minute de la fin du temps réglementaire. L'entraîneur décide de sortir Thompson des buts pour tenter de revenir au score en faisant rentrer un attaquant supplémentaire. La tentative ne donne rien mais est tout de même la première du genre dans l'histoire de la LNH. Par la suite, les Canadiens remportent une deuxième Coupe consécutive en disposant des Black Hawks de Chicago.
À l'issue de cette saison 1930-1931, la LNH décerne de nouveaux honneurs en désignant deux équipes d'étoiles pour les meilleurs joueurs du calendrier. Eddie Shore est nommé dans la première équipe alors que Thompson et Clapper sont désignés membres de la seconde.
La saison suivante est beaucoup moins bonne pour les Bruins ; avec une fiche de seulement quinze victoires pour vingt-et-une défaites et douze parties nulles, l'équipe pointe à la dernière place de la division et n'est pas qualifiée pour les séries, une première depuis leur deuxième saison. Malgré cette dernière place, Shore est tout de même toujours considéré comme un des meilleurs défenseurs de la LNH avec une nouvelle sélection dans la première équipe d'étoiles.

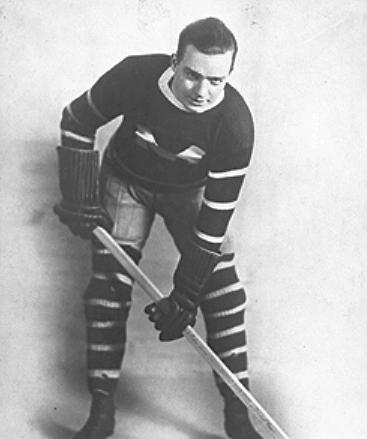
En 1932-1933, Nels « Old Poison » Stewart rejoint les Bruins.

En 1932-1933, Weiland quitte la franchise pour rejoindre les Sénateurs d'Ottawa et Boston fait venir Billy Burch des Americans de New York. Dans le même temps, la franchise des Maroons est obligée de vendre ses cadres, les finances ne suivant plus. Ainsi après avoir laissé partir Babe Siebert pour les Rangers de New York, ils sont obligés de vendre en juillet leur attaquant vedette, Nels « Old Poison » Stewart, aux Bruins. Adams déclare alors qu'il s'agit d'un des plus gros transferts qu'il ait jamais réalisés. À l'issue de la saison régulière, les Bruins et les Red Wings de Détroit sont premiers à égalité de points en tête de la division Américaine mais avec plus de victoires pour les Bruins face aux Red Wings, l'équipe de Boston est sacrée championne de la division et de la LNH. Marty Barry est le meilleur pointeur de l'équipe avec un point de plus que Stewart pour un total de trente-sept réalisations, treize de moins que le meneur de la LNH, Bill Cook des Rangers. En demi-finale des séries, les Bruins sont battus en cinq matchs par les Maple Leafs de Toronto avec une victoire lors du dernier match 1-0 après 1 h 44 min 46 s de prolongation. Shore est mis en avant en étant une troisième fois dans l'équipe d'étoiles de la LNH et il reçoit également son premier trophée Hart en tant que meilleur joueur de la saison. Thompson reçoit quant à lui le trophée Vézina du meilleur gardien.
Au cours de la saison suivante, Shore est également mis en avant mais pas de la même manière : au cours du mois de décembre et d'un match contre les Maple Leafs de Toronto il reçoit une mise en échec sévère de King Clancy et réagit en cinglant Ace Bailey par derrière. Sa tête vient frapper violemment la glace, ce qui sans le tuer met fin à sa carrière de joueur de hockey. Bailey reste dans le coma et le diagnostic est incertain pendant deux semaines. Le président de la LNH, Frank Calder, suspend alors indéfiniment Shore. La suspension est levée le 28 janvier après que Shore a manqué seize matchs de son équipe, une bonne partie du calendrier. Deux mois plus tard, ce qui est considéré comme le premier Match des étoiles de la LNH, même s'il ne porte pas le nom de Match des étoiles, est organisé en son honneur et oppose les Maple Leafs de Toronto à une sélection de joueurs des autres équipes. 29 909 dollars sont collectés pour Bailey et sa famille. L'équipe des Bruins finit une nouvelle fois non qualifiée pour les séries avec la dernière place de la division Américaine. À la fin de la saison, Shore est désigné comme membre de la seconde équipe d'étoiles de la LNH alors que Lionel Hitchman, ancien capitaine de l'équipe des Bruins, décide de prendre sa retraite après plus de 400 matchs joués dans la LNH.
À la suite de cette saison sans résultats satisfaisants, Ross décide de prendre du recul et engage Frank Patrick qui était depuis deux saisons directeur général de la LNH. Patrick a déjà entraîné dans l'Association de hockey de la Côte du Pacifique puis dans la Western Canada Hockey League et prend alors le poste d'entraîneur des Bruins. Il ne reste que le temps des saisons 1934-1935 et 1935-1936 alors que les Bruins perdent les deux fois au premier tour qu'ils jouent dans les séries. Lors des deux saisons, Shore est élu dans la première équipe d'étoiles de la LNH et reçoit également le trophée Hart. En 1936, Thompson reçoit une nouvelle fois le trophée Vézina et est désigné dans la première équipe d'étoiles. Thompson et Shore sont rejoints dans cette équipe type par Babe Siebert.
Patrick quitte la franchise à la suite de ces deux saisons et Art Ross doit retourner derrière le banc de l'équipe. Cette nouvelle saison voit les débuts dans la franchise de Bobby Bauer et de Milt Schmidt. Les deux joueurs sont natifs de Kitchener en Ontario, ville qui se nommait Berlin avant la Première Guerre mondiale. Ils rejoignent dans l'effectif Woody Dumart un autre joueur de Kitchener et ensemble ils sont surnommés la « Kraut line », littéralement en français la « ligne des Boches », les trois joueurs ayant commencé ensemble le hockey. L'équipe termine à la deuxième place de la division et sont éliminés une nouvelle fois au premier tour par les Maroons.
En 1937-1938, Boston est premier de la LNH mais ils ne parviennent toujours pas à dépasser le premier tour des séries en étant éliminés par Toronto trois matchs à zéro.

#### La deuxième Coupe Stanley (1938-1939)

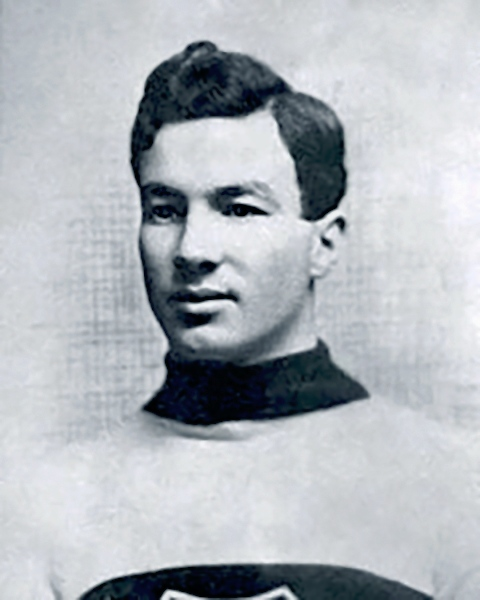
Art Ross mène les Bruins à deux Coupes Stanley (1929 et 1939) en dix-sept saisons derrière le banc de l'équipe.

À la suite de la disparition des Maroons de Montréal, la Ligue nationale de hockey commence la saison 1938-1939 avec seulement sept équipes. Elle regroupe alors ces franchises en une seule division dont les six meilleures à la fin de la saison régulière sont qualifiées pour les séries éliminatoires.
Les Bruins de Boston commencent la saison avec une équipe basée sur l'ossature de la saison précédente et toujours emmenés par la Kraut line composée de Schmidt, Dumart et Bauer ; seuls Leroy Goldsworthy et Art Jackson qui sont respectivement vendus et prêtés aux Americans de New York ne font plus partie de l'effectif. Dans les buts, Tiny Thompson qui est ennuyé par des problèmes aux yeux, est remplacé pour les deux premiers matchs de la saison par une recrue américaine Frank Brimsek. Le directeur-général de l'équipe, Art Ross, commence sa treizième saison au poste d'entraîneur ; depuis la naissance de la franchise, seules deux saisons n'ont pas vu Ross diriger l'équipe : de 1934 à 1936 quand Frank Patrick en est l'entraîneur.
Après les deux premiers matchs remportés par les Bruins avec Brimsek dans les buts, puis cinq matchs dont une seule défaite de Thompson, Ross, qui pense que l'avenir des Bruins passe par Brimsek, vend Thompson aux Red Wings de Détroit contre Normie Smith et 15 000 dollars le 28 novembre 1938. Bien que perdant le match suivant, Brimsek prouve ensuite que la décision de Ross est bonne : il enregistre trois blanchissages consécutifs puis, après une victoire 3-2, renouvelle cette même performance pour terminer la saison avec dix blanchissages à son actif. Les Bruins prennent la tête de la ligue le 22 novembre lors d'une victoire sur les Rangers de New York et ne quittent plus cette place jusqu'à la fin de la saison régulière qu'ils remportent avec 16 points d'avance sur ces mêmes Rangers et 27 sur les Maple Leafs de Toronto troisièmes ; ils sont alors les favoris pour remporter la Coupe Stanley.
La ligue ne comptant plus qu'une seule division, le format des séries éliminatoires diffère des saisons précédentes : les deux premiers de la ligue sont directement qualifiés pour la demi-finale de la Coupe Stanley où ils s'affrontent alors que les quatre équipes suivantes doivent jouer une première ronde qui voit le troisième être opposé au quatrième et le cinquième rencontrer le sixième de la ligue, le premier tour se jouant au meilleur des trois matchs. Les vainqueurs de ces confrontations se rencontrent en demi-finale à nouveau au meilleur des trois matchs tandis que les deux premiers de la saison régulière jouent, pour la première fois de l'histoire de la LNH, une série au meilleur des sept matchs ; la finale se joue quant à elle aussi en sept matchs.
Pour la demi-finale, les Bruins sont opposés aux Rangers de New York. Le premier match est joué à New York et les deux équipes sont à égalité 1-1 après soixante minutes de jeu réglementaires. Une première puis une deuxième période de prolongation ne parviennent toujours pas à les départager et, alors qu'elles se dirigent vers la quatrième prolongation, Mel Hill met fin au match sur une passe de Bill Cowley après un total de 59 minutes et 25 secondes de temps supplémentaire, soit l'équivalent d'un match de plus. Le deuxième match, disputé à Boston, voit encore les deux équipes à égalité après trois périodes et avoir recours à la prolongation ; il ne faut cependant qu'un peu plus de huit minutes pour que les Bruins remportent leur deuxième victoire grâce, une nouvelle fois, à Mel Hill. Après une troisième défaite 4-1, les Rangers qui auraient été éliminés si la série avait été jouée au meilleur des cinq matchs comme la saison précédente, remportent eux aussi trois matchs de suite, dont un en prolongation, et forcent les Bruins à disputer une septième rencontre. Ce septième match, joué à Boston, est à nouveau indécis : Ray Getliffe marque le premier but de Boston puis Muzz Patrick égalise pour les Rangers. Pour la quatrième fois de la série, le match se décide en prolongation et, comme lors du premier match, les 40 premières minutes ne permettent pas de désigner un vainqueur. Après un peu plus de 8 minutes jouées au cours de la troisième prolongation, et comme au premier match, Cowley fait une passe à Hill qui marque le but vainqueur de la série et permet aux Bruins de se qualifier pour la finale de la Coupe Stanley. À l'issue de cette série, Mel Hill hérite du surnom de Sudden Death Mel Hill,.
Pour la quatrième finale de Coupe Stanley de leur histoire – une victoire et deux défaites – les Bruins affrontent les Maple Leafs de Toronto menés par Syl Apps. Les Maple Leafs ont terminé troisièmes de la saison régulière et ont battu successivement les Americans de New York en deux matchs puis les Red Wings de Détroit en trois matchs. Les deux premières rencontres sont jouées à Boston et chacune des équipes remporte une victoire, celle des Maple Leafs étant acquise après une prolongation. Les Bruins remportent ensuite les troisième et quatrième matchs disputés à Toronto. La cinquième rencontre est disputée dans le Boston Garden où les Bruins remportent le match 3-1 et la deuxième Coupe Stanley de leur histoire devant leur public. Au cours de cette série, Roy Conacher marque 5 buts et 7 points et Bill Cowley obtient 7 aides, ce qui constitue alors des records pour des joueurs recrues. Dans les buts, Frank Brimsek remporte le trophée Calder de la meilleure recrue et le trophée Vézina du meilleur gardien de la saison ; il est le premier joueur à remporter ces deux trophées la même saison.

#### Une saison au sommet (1939-1940)
Après cette victoire, l'équipe change d'entraîneur et Cooney Weiland, capitaine de la saison passée, devient le nouvel entraîneur des Bruins alors qu'Art Ross reste directeur général de l'équipe. Les Bruins remportent la saison régulière 1939-1940 avec trois points d'avance sur les Rangers et les joueurs des Bruins accaparent l'essentiel des places dans les classements des meneurs de la saison : même si Bryan Hextall des Rangers termine meilleur buteur, les trois meilleurs pointeurs de la saison sont les joueurs de la Kraut line, Schmidt avec cinquante-deux points et Dumart et Bauer totalisant quarante-trois points chacun alors que Bill Cowley est cinquième avec un cumul de quarante points. Malgré ces résultats, les Bruins sont éliminés dès la première ronde par leurs dauphins de la saison régulière, les Rangers, qui remportent ensuite la coupe Stanley alors que Dave Kerr blanchit à deux reprises les Bruins. Bauer reçoit le trophée Lady Byng en tant que joueur le considéré comme ayant le meilleur esprit sportif tout en conservant des performances remarquables. Clapper et Schmidt sont élus dans la première équipe d'étoiles de la ligue et Brimsek, Bauer et Dumart dans la seconde.

#### La troisième Coupe Stanley (1940-1941)
Les membres de l'équipe ayant terminé la saison 1939-1940 sont tous reconduits pour cette nouvelle saison ; les deux seuls joueurs qui ont commencé la saison précédente et qui ne sont pas présents sont Eddie Shore et Jack Portland qui ont été échangés en janvier 1939 respectivement contre Eddie Wiseman et Des Smith ; les buts sont toujours gardés par Frank Brimsek et l'équipe est dirigée pour la deuxième année consécutive par Cooney Weiland.
Le début de saison est cependant hésitant, les Bruins ne remportent aucun des quatre premiers matchs au cours desquels Brimsek encaisse un total de dix-sept buts. Il enregistre son premier blanchissage, et par la même occasion les Bruins leur première victoire, lors du cinquième match mais ne parviennent pas à enchaîner plus de deux victoires consécutives et le 21 décembre 1940, ils sont à la troisième place de la ligue avec douze points de retard sur les Maple Leafs de Toronto et une fiche négative de six victoires pour trois matchs nuls et sept défaites.
Le match suivant où les Bruins battent les Red Wings de Détroit marque ensuite le début d'une série de matchs consécutifs sans défaite : pendant deux mois, du 22 décembre au 23 février, Boston remporte quinze victoires et concède huit matchs nuls, prenant entre temps la première place de la ligue le 11 février après une nouvelle victoire sur Détroit. Les Rangers de New York sont la seule équipe qui parvient à les battre durant cette fin de saison qui voit les Bruins terminer en tête de la ligue, cinq points devant les Maple Leafs. Depuis le 21 décembre, les Bruins ont remporté vingt-et-une victoires, concédé dix matchs nul et subi une seule défaite.
Les Bruins sont opposés en demi-finale de la Coupe Stanley à leurs dauphins de la saison régulière, les Maple Leafs de Toronto. Au cours du premier match de la série disputé à Boston, les Bruins perdent leur meilleur pointeur de la saison, Bill Cowley, qui se blesse au genou ainsi que Bobby Bauer qui souffre d'une coupure après une collision avec son coéquipier Milt Schmidt ; ces aléas ne les empêchent pas de remporter la rencontre 3-0 grâce à un blanchissage de Frank Brimsek. Malgré le retour de Bauer, les Bruins perdent les deux matchs suivants puis un troisième après avoir enregistré une victoire lors de la quatrième rencontre ; ils se retrouvent alors à une défaite de l'élimination mais deux victoires consécutives sur le score de 2-1 permettent aux Bruins de disputer une nouvelle finale de Coupe Stanley.
La finale est jouée contre les Red Wings de Détroit qui ont terminé troisièmes de la saison régulière avec quatorze points de retard sur Boston. Les Bruins s'imposent sans perdre un match et remportent la troisième coupe Stanley de leur histoire. Lors des séries, Milt Schmidt prend le relais de Cowley, qui ne peut finalement jouer que deux matchs à cause de sa blessure, en terminant deuxième buteur et meilleur pointeur de l'équipe, sept de ses onze points étant inscrits contre Détroit. En plus de la coupe Stanley, deux joueurs des Bruins sont récompensés : Bobby Bauer remporte une deuxième fois le trophée Lady Byng et Bill Cowley reçoit le trophée Hart du meilleur joueur de la saison ; il est le deuxième joueur des Bruins à remporter ce prix après Eddie Shore qui l'a gagné à quatre reprises.

### La période des six équipes originales (1942-1967)
Malgré la victoire, Weiland ne poursuit pas l'aventure avec les Bruins et devient entraîneur des Bears de Hershey dans la Ligue américaine de hockey qu'il mène ensuite à la finale de la Coupe Calder à deux reprises en quatre saisons. Ross doit alors revenir une nouvelle fois derrière le banc de l'équipe des Bruins.
Avant les débuts de la saison 1942-1943, les Americans de New York mettent fin à leurs activités. La LNH entame alors une période de vingt-cinq ans dite « ère des Six équipes originales de la LNH ». Pendant les vingt-cinq saisons suivantes, les Canadiens, les Maple Leafs, les Red Wings, les Rangers, les Black Hawks et les Bruins s'affrontent dans une ligue à six pour gagner la Coupe Stanley. Chaque saison, les quatre meilleures équipes se qualifient pour les séries de la Coupe. Sur l'ensemble de cette période, les Bruins ne finissent pas une seule fois en tête du classement et ne remportent aucune Coupe Stanley avec cinq défaites finales, dont quatre contre les Canadiens.
La Seconde Guerre mondiale disperse l'équipe championne de la LNH puisqu'en 1941, toute la Kraut line intègre les Forces canadiennes puis en 1943 c'est au tour de Brimsek de partir au front. En 1943-1944, Herb Cain dépasse la barre des 200 points en carrière, il est alors le treizième joueur à atteindre ce plateau et il inscrit 82 points au cours du calendrier. Il devient alors le meilleur pointeur sur une saison mais l'équipe ne se qualifie pas pour les séries et deux saisons plus tard, Cain arrête sa carrière dans la LNH.
La saison 1944-1945 est la dernière d'Art Ross comme entraîneur des Bruins après un total de 219 matchs à la tête de la franchise répartis sur quatre périodes. Il cède sa place à Dit Clapper qui occupe alors le double poste d'entraîneur-joueur. À l'issue de la guerre, les Bruins voient le retour de Brimsek et des membres de la Kraut line pour la saison 1945-1946 où Dumart termine meilleur buteur et deuxième pointeur de la franchise derrière Don Gallinger mais les Bruins perdent en finale contre Montréal. Les trois saisons suivantes que passe Clapper à la tête de l'équipe se soldent toutes par un même résultat : une défaite en première ronde des séries. Buck Boucher prend sa succession l'espace d'une saison en 1949-1950 mais ne parvient pas à qualifier l'équipe pour les séries. Lynn Patrick, qui est ensuite nommé à sa place, mène les Bruins à une nouvelle finale en 1953, encore remportée par les Canadiens.
En 1948, la LNH est l'objet d'un scandale ayant pour centre deux joueurs des Bruins de Boston. Le 15 octobre 1947, les Bruins acquièrent Billy Taylor des Red Wings de Détroit en échange de Bep Guidolin. Taylor, qui est considéré comme un bon joueur de centre, a aussi la réputation d'être parieur et il est soupçonné d'avoir misé de l'argent sur des matches des Maple Leafs de Toronto alors qu'il jouait pour eux. En février 1947, grâce à des écoutes téléphoniques de la police de Détroit, la LNH obtient la preuve que Taylor et son coéquipier Gallinger ont des relations avec un parieur notable de Détroit et qu'ils ont misé de l'argent sur les Bruins. Le 9 mars, le président de la LNH, Clarence Campbell annonce que Taylor est suspendu à vie et que Gallinger, qui nie les faits, est suspendu temporairement en attendant une enquête plus approfondie, avec la possibilité d'être réintégré si son innocence est prouvée. Gallinger est finalement exclu lui aussi à vie le 27 septembre 1948 avant d'avouer un an plus tard qu'il a effectivement parié. La suspension des deux joueurs est levée en 1970 par la LNH.
En 1954, après 30 ans à la tête des Bruins, Art Ross cède sa place de directeur-général à Lynn Patrick. Ce dernier nomme pour le remplacer au poste d'entraîneur Milt Schmidt qui, tout comme son coéquipier de la Kraut line prend sa retraite de joueur au cours de la saison. Sous sa direction, les Bruins atteignent deux finales consécutives, toutes deux perdues contre Montréal, en 1957 et 1958. En 1959, après avoir été éliminés au premier tour des séries, les Bruins partent jouer une série de 23 matchs en Europe contre les Rangers de New York. Cette tournée est la deuxième effectuée par des équipes de la LNH après celle disputée entre les Canadiens de Montréal et les Red Wings de Détroit en 1938. Jouée dans les villes de Londres, Genève, Paris, Anvers, Zurich, Dortmund, Essen, Krefeld, Berlin et Vienne, la série est remportée par les Rangers qui ont reçu le renfort de Bobby Hull des Black Hawks de Chicago pour pallier l'absence de plusieurs de leurs attaquants, par 11 victoires contre 9 défaites et 3 matchs nuls.
Après une saison 1960-1961 où les Bruins terminent derniers avec 15 victoires en 70 matchs, Schmidt est remplacé par Phil Watson. Ce dernier ne parvient pas à redresser la barre et ne reste en place qu'un peu plus d'une saison plus tard avant que Schmidt ne reprenne le poste. En 1966, l'équipe de Schmidt ne gagne toujours pas et il est remplacé par Harry Sinden. Pour cette dernière saison des six équipes originales, les Bruins terminent derniers de la ligue pour la sixième fois sur les sept dernières saisons ; depuis huit ans, ils ne se sont plus qualifiés pour les séries éliminatoires.

### Les expansions (1967-1979)
En 1967, la ligue nationale de hockey passe de six à douze franchises lors du repêchage d'expansion qui voit l'arrivée des North Stars du Minnesota, des Kings de Los Angeles, des Seals d'Oakland, des Flyers de Philadelphie, des Penguins de Pittsburgh et des Blues de Saint-Louis. Ces six nouvelles équipes ont le droit de choisir vingt joueurs parmi les six équipes originales qui ont, pour leur part, le droit de « protéger » leurs douze meilleurs joueurs. Les Kings et les Penguins choisissent deux joueurs des Bruins, les North Stars et les Seals trois, les Blues quatre et enfin les Flyers sont l'équipe qui récupère le plus d'éléments des Bruins avec huit joueurs choisis. Les six nouvelles franchises sont regroupées dans la division Ouest alors que les six équipes originales forment la division Est.
Le 15 mai 1967, le nouveau directeur général des Bruins, Milt Schmidt, obtient Phil Esposito, Ken Hodge et Fred Stanfield des Black Hawks de Chicago en échange de Pit Martin, Jack Norris et Gilles Marotte. Ces arrivées marquent le retour des Bruins en séries éliminatoires après huit années d'insuccès ; ils terminent à la troisième place de leur division en 1968 derrière les Canadiens de Montréal et les Rangers de New York, puis à la deuxième place lors de la saison suivante, toujours derrière le club de Montréal. Ce sont ces mêmes Canadiens qui les éliminent à chaque fois de la course à la Coupe Stanley : en 1968, Montréal gagne 4-0 au premier tour des séries ; en 1969, après avoir battu les Maple Leafs de Toronto en quatre matchs, les Bruins sont éliminés en six matchs dont trois sont perdus en prolongation.

#### La quatrième Coupe Stanley (1969-1970)
L'équipe dirigée par Harry Sinden depuis la saison 1966-1967 est toujours emmenée par la Nitro line de Wayne Cashman, Phil Esposito et Ken Hodge ; ces deux derniers ont terminé la saison précédente aux deux premières places des pointeurs de l'équipe dont les douze meilleurs, y compris le défenseur Bobby Orr, font toujours partie de l'équipe. Dans les buts, ce sont également les mêmes gardiens, Gerry Cheevers et Eddie Johnston, qui gardent leur poste. L'équipe perd cependant le défenseur Ted Green au cours d'un match de pré-saison contre les Blues de Saint-Louis lorsqu'il a le crâne fracturé par un coup de bâton de Wayne Maki qui le laisse à moitié paralysé et nécessite trois opérations pour lui sauver la vie.
Le début de saison des Bruins est presque parfait puisqu'ils enregistrent six victoires et un match nul au cours des sept premiers matchs. Ils possèdent alors la meilleure attaque, la meilleure défense et ont presque le double de points de leurs poursuivants. Leur première défaite survient à Toronto le 29 octobre, elle est suivie d'une déroute 2-9 à Montréal ; après sept matchs sans défaite, les Bruins alignent cette fois-ci cinq matchs sans victoire et passent de la première à la quatrième place de la ligue et de la division Est. Ils remontent à la deuxième place le 18 décembre, place qu'ils ne quittent plus jusqu'au 1er mars et une victoire sur les Blues de Saint-Louis où ils retrouvent la première place ; ils mènent alors la ligue un point devant les Rangers de New York. La fin de saison est marquée par la remontée des Black Hawks de Chicago qui remportent vingt de leurs vingt-six derniers matchs et terminent à égalité de points avec les Bruins mais remportent la ligue en ayant gagné cinq matchs de plus,.
Deuxièmes de la division Est, les Bruins sont opposés aux Rangers de New York qui ont fini à la quatrième place de la division en se qualifiant in-extremis aux dépens des Canadiens de Montréal. En effet, les deux franchises ont terminé avec le même nombre de points, de matchs gagnés, perdus et nuls et ne sont départagées que par le nombre de buts marqués. Le premier match, disputé à Boston, est remporté 8-2 avec trois buts d'Esposito et deux d'Orr. Après une deuxième victoire des Bruins 5-3, toujours à Boston, le troisième match est disputé à New York. Après une minute trente de jeu, une échauffourée éclate : Derek Sanderson des Bruins et Dave Balon des Rangers sont exclus du match en plus de pénalités données à quatre autres joueurs ; à l'issue de la première période, les deux équipes ont écopé d'un total de 132 minutes de pénalité. Le match se termine sur une victoire 4-3 des Rangers et un nouveau record de pénalités pour un seul match de séries éliminatoires avec 174 minutes distribuées aux deux équipes. Les Bruins perdent ensuite le match suivant, encore joué à New York avant de remporter les deux suivants et se qualifier pour la demi-finale de la Coupe Stanley.
Ils rencontrent ensuite les Black Hawks de Chicago qui les ont coiffés pour le titre de champion de la saison régulière et qui ont battu les Red Wings de Détroit en quatre matchs. Les Bruins remportent la série en quatre matchs et se qualifient pour la onzième finale de leur histoire, la première depuis douze ans et la défaite en 1958 contre les Canadiens de Montréal. La finale les oppose aux Blues de Saint-Louis, vainqueurs de la division Ouest mais ayant totalisés treize points de moins que les Bruins lors du calendrier régulier. Les trois premiers matchs sont remportés facilement par les Bruins 6-1, 6-2 puis 4-1 ; le quatrième match est plus disputé et se joue en prolongation et c'est Bobby Orr qui marque le but vainqueur après 40 secondes de jeu qui permet aux Bruins de remporter la quatrième Coupe Stanley de leur histoire. Après avoir marqué son but, il est déséquilibré et tombe en avant. Une photographie de lui en train de tomber les bras levés en signe de victoire est alors prise et est une des photographies les plus connues du monde du hockey.
En plus du gain de la Coupe Stanley, Bobby Orr est consacré meilleur joueur de la saison par la LNH qui le récompense avec de nombreux trophées : il remporte les trophées Hart, Conn-Smythe, James-Norris, plus-moins de la LNH et Art-Ross qu'il est le premier défenseur à remporter.

#### La cinquième Coupe Stanley (1971-1972)
Après avoir remporté la Coupe Stanley, les Bruins surclassent les autres franchises lors de la saison régulière suivante, et sont les favoris à leur propre succession mais subissent une désillusion en étant éliminés au premier tour des séries, en sept matchs, par les Canadiens de Montréal. L'équipe, qui avait subi peu de changements depuis la dernière Coupe Stanley, reste quasi inchangée en 1972 : les neuf meilleurs pointeurs de la saison 1969-1970 sont toujours présents, et emmenés par les deux joueurs vedettes Bobby Orr et Phil Esposito. Dans les buts, l'association Gerry Cheevers-Eddie Johnston est reconduite ; ils continuent de se partager la tâche depuis 1967. Le seul changement notable est celui d'entraîneur : malgré le titre de 1970 et trois jours après avoir remporté la Coupe, Harry Sinden annonce qu'il quitte les Bruins dont le président lui refuse une augmentation ; il est alors remplacé par Tom Johnson.
Le premier match de la saison voit les Rangers de New York battre les Bruins 4-1 à domicile mais les Bruins prennent leur revanche lors de leur deuxième rencontre de l'année, à New York cette fois-ci, où ils gagnent 6-1. Le début de saison est ensuite moyen puisque après quatorze matchs, les Bruins sont à la troisième place de la division Est avec sept points de retard sur les Rangers. Le 17 novembre, Ivan Boldirev est échangé aux Golden Seals de la Californie contre un autre choix de première ronde au repêchage de la LNH, Chris Oddleifson, ainsi que Richard Leduc alors que l'équipe vient d'entamer une série de douze matchs consécutifs sans défaite, dont onze victoires. À la mi-saison, l'équipe est en lice pour la première place alors qu'elle a dû se passer des services de Don Awrey, l'habituel coéquipier en défense de Bobby Orr, en raison d'une blessure à la jambe ainsi que du coéquipier de ligne de Phil Esposito, Ken Hodge, pendant vingt matchs à cause d'une blessure à la cheville. Le 13 janvier, un match nul marque une nouvelle série de matchs sans défaite, treize cette fois-ci, au cours de laquelle les Bruins remportent dix rencontres et prennent la tête de la division devant les Rangers. Après un match perdu 8-2 à Buffalo, ils enregistrent une nouvelle série de onze victoires et un match nul en douze matchs. Entre temps, le 23 février, c'est au tour de Reggie Leach, Rick Smith et Bob Stewart d'être envoyés en Californie contre Carol Vadnais et Don O'Donoghue. Des quatre joueurs arrivés en cours de saison, seul Vadnais est intégré à l'effectif des Bruins. Le 4 mars, ils mènent la ligue avec cent-cinq points, soit neuf de plus que leurs rivaux de la division Est, les Rangers, et seize de plus que les Black Hawks de Chicago premiers de la division Ouest. La fin de saison est moins dominatrice pour les Bruins qui perdent cinq de leurs treize dernières rencontres mais ils terminent cependant en tête de la ligue, dix points devant les Rangers, onze devant les Canadiens et douze devant les vainqueurs de la division Ouest, les Black Hawks.
Pour la première ronde des séries, les Bruins sont opposés aux Maple Leafs de Toronto qui ont terminé à la quatrième place de la division Est, trente-neuf points derrière Boston. Le premier match est remporté aisément par les Bruins 5-0 grâce à deux buts de Phil Esposito, et un de McKenzie, Marcotte et Stanfield. Malgré un retard de deux buts lors du deuxième match, Toronto parvient à remporter la victoire en prolongation grâce à un but de Jim Harrison et à égaliser la série 1-1. Les Bruins se rendent ensuite chez les Maple Leafs pour le troisième match ; après dix-huit minutes de jeu dans la deuxième période et alors que le score est toujours vierge, Darryl Sittler des Maple Leafs écope d'une pénalité mineure que les Bruins mettent à profit pour ouvrir la marque grâce à Bobby Orr. Après un deuxième but d'Orr en troisième période et grâce à un blanchissage de leur gardien, les Bruins remportent le troisième match de la série pour mener 2-1. Le quatrième match voit une nouvelle victoire de Boston grâce, notamment, à deux buts de Ken Hodge en troisième période ; il marque ensuite le but vainqueur du cinquième et dernier match de la série qui qualifie les Bruins pour le tour suivant.
Les adversaires suivants des Bruins sont les Blues de Saint-Louis qui ont terminé à la troisième place de la division Ouest et viennent d'éliminer les North Stars du Minnesota en sept matchs. Les deux premières rencontres, jouées à Boston, voient une domination des Bruins qui surclassent leur adversaire 6-1 puis 10-2. Les deux matchs suivants se déroulent à Saint-Louis ; si le troisième ressemble aux deux premiers avec une victoire 7-1 de Boston, le quatrième est plus serré, mais ce sont à nouveau les Bruins qui l'emportent 5-3. La confrontation se termine avec un total record de vingt-huit buts marqués par les Bruins pour une série disputée en quatre matchs.
En finale, ils rencontrent leurs rivaux et dauphins de la saison régulière, les Rangers de New York, qui ont éliminé successivement les Canadiens de Montréal en six matchs puis les Black Hawks de Chicago en quatre matchs. Lors de la première rencontre, les Bruins semblent se diriger vers une victoire facile alors qu'ils mènent 5-1 grâce à des buts de Derek Sanderson, Fred Stanfield et un coup du chapeau de Ken Hodge mais les Rangers parviennent à égaliser en milieu de troisième période ; c'est finalement
Garnet Bailey qui marque le but de la victoire 6-5 pour les Bruins. Pour le deuxième match, les deux équipes changent de gardien : Ed Giacomin est remplacé par Gilles Villemure chez les Rangers alors que Cheevers laisse sa place à Johnston chez les Bruins. Ce sont ces derniers qui ouvrent le score par Johnny Bucyk avant que les Rangers n'égalisent mais, lors d'un avantage numérique à cinq contre trois en troisième période, Hodge donne la victoire aux Bruins qui mènent alors la série 2-0. Cette victoire est la septième consécutive des Bruins contre les Rangers depuis leur défaite lors du tout premier match de la saison. Le début du troisième match est dominé par New York qui mène 3-0 en première période ; les Bruins réduisent ensuite la marque grâce à Mike Walton puis Bobby Orr mais ce sont les Rangers qui ont le dernier mot et mettent fin à la série de défaites. Après le match précédent qui a vu quelques bagarres éclater, la quatrième rencontre est marquée par 76 minutes de pénalité sifflées par l'arbitre au cours de la première période. Ce sont les Bruins qui s'imposent 3-2 et ne sont plus qu'à une victoire de leur cinquième Coupe Stanley. Les Rangers contrarient les plans des Bruins qui espèrent remporter la Coupe à Boston lors du cinquième match en prenant leur revanche sur le même score 3-2. C'est finalement au cours du sixième match joué à New York que les Bruins remportent la coupe grâce à un blanchissage de Cheevers et un but et une passe de Bobby Orr ; avec vingt-quatre points en séries, il établit un nouveau record pour un défenseur.
À titre individuel, Phil Esposito remporte le trophée Art-Ross du meilleur pointeur de la saison régulière avec 133 points ; Bobby Orr termine à la deuxième place de la ligue avec 117 points. Ce dernier est par ailleurs récompensé à quatre reprises par la LNH qui lui remet les trophées Hart en tant que meilleur joueur, Conn-Smythe pour le meilleur joueur des séries, James-Norris du meilleur défenseur et plus-moins.

#### La fin de l'ère Orr-Esposito (1972-1979)

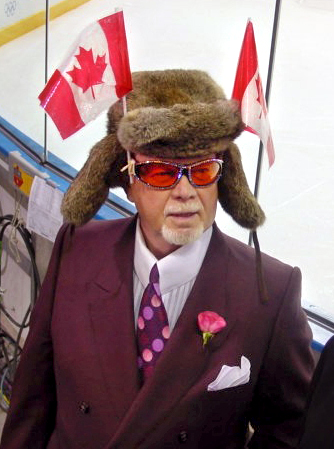
Don Cherry est l'entraîneur de l'équipe entre 1974 et 1979.

De 1973 à 1975, Orr et Esposito se partagent les honneurs de la ligue. Le trophée Art-Ross du meilleur buteur est remporté par Esposito en 1973 et 1974 puis par Orr en 1975 ; le trophée Lester-B.-Pearson du meilleur joueur est gagné par Esposito en 1973 et par Orr en 1975 ; ce même Orr remporte trois nouveaux trophées James-Norris ce qui porte son total à huit gagnés consécutivement. La saison 1973-1974 voit par ailleurs quatre joueurs de Boston terminer en tête des pointeurs de la ligue, Ken Hodge et Wayne Cashman prenant les troisième et quatrième place, ; les Bruins terminent alors en tête de leur division et de la ligue avec cent-treize points et la meilleure attaque, mais sont battus en finale par les Flyers de Philadelphie.
La saison 1975-1976 marque un tournant pour l'équipe de Boston et ses deux joueurs vedettes : les dirigeants échangent Esposito en compagnie de Carol Vadnais aux Rangers de New York contre les défenseurs Brad Park, Joe Zanussi ainsi que le joueur de centre Jean Ratelle ; Bobby Orr qui subit deux opérations aux genoux est absent durant la quasi-totalité de la saison. Bien que battus en demi-finale par Philadelphie, les Bruins remportent deux trophées par l'intermédiaire de Ratelle, qui gagne le trophée Lady Byng, et de Don Cherry qui est élu meilleur entraîneur de la saison et reçoit le trophée Jack-Adams. Un mois plus tard, alors que les Bruins et l'agent d'Orr, Alan Eagleson, n'ont pu se mettre d'accord sur une prolongation de contrat à cause des blessures aux genoux du joueur ; ce dernier signe un contrat de 3 000 000 dollars pour cinq ans avec les Black Hawks de Chicago.
Les deux saisons suivantes se ressemblent pour les Bruins qui, malgré le départ d'Orr et d'Esposito, remportent à chaque fois la division Adams devant les Sabres de Buffalo et se qualifient directement pour les quarts de finale de la coupe Stanley en évitant ainsi le tour préliminaire réservé aux équipes classées deuxième et troisième de chaque division. En 1977, ils se débarrassent de Los Angeles alors qu'en 1978, ce sont les Black Hawks de Chicago qui sont éliminés à ce stade de la compétition. En demi-finale, les Flyers de Philadelphie se font éliminer 4-0 en 1977 puis 4-1 en 1978 et les Bruins retrouvent ensuite les Canadiens de Montréal qui ont remporté la saison régulière à chaque fois avec un record de cent-trente-deux points et seulement huit défaites en 1977 et sont les favoris logiques lors de chaque finale. En 1977, la logique est respectée et, bien que ne perdant qu'en prolongation lors du dernier match, les Bruins s'inclinent en quatre rencontres. Un an plus tard, les deux équipes se retrouvent pour une revanche ; après avoir perdu les deux premiers matchs à Montréal, les Bruins se reprennent et parviennent à remporter les deux suivants 4-0 puis 4-3 grâce à un but de Bobby Schmautz en prolongation mais Montréal gagne les deux derniers matchs sur le même score de 4-1 pour remporter la victoire ; en sept finales de coupe Stanley jouées contre les Canadiens, c'est la septième défaite des Bruins.
En 1979, la malédiction montréalaise poursuit les Bruins : après avoir à nouveau remporté leur division et battu les Penguins de Pittsburgh en quart de finale, ils affrontent les Canadiens pour une place en finale. Montréal remporte les deux premiers matchs à domicile avant que les Bruins n'en fassent de même à Boston. Montréal remporte le cinquième match puis Boston le sixième trois jours plus tard. La septième rencontre décisive, jouée à Montréal, voit les deux équipes se neutraliser jusqu'en troisième période où Rick Middleton inscrit un but qui donne l'avantage 4 à 3 aux Bruins à moins de quatre minutes de la fin du match ; une minute et demie après, l'arbitre siffle une pénalité contre les Bruins pour « surnombre ». Alors qu'il ne reste qu'une minute et onze secondes à jouer, Guy Lafleur profite de la supériorité numérique pour inscrire le but qui permet aux Canadiens de jouer les prolongations au cours de laquelle Yvon Lambert qualifie les Canadiens pour la finale de la coupe Stanley qu'ils remportent ensuite pour la quatrième année consécutive. Lors du repêchage qui suit la saison, le premier choix des Bruins se porte sur un défenseur québécois de la Ligue de hockey junior majeur du Québec : Raymond Bourque ; ils viennent alors de faire signer celui qui va succéder au palmarès à Bobby Orr à ce poste.

### Les années 1980 et 1990
De 1980 à 1987, les Bruins se qualifient chaque saison pour les séries mais ne parviennent pas une seule fois à la finale de la Coupe Stanley : après avoir atteint la finale d'association en 1983, ils se font éliminer quatre ans de suite par les Canadiens de Montréal lors du premier match des séries ; en quinze rencontres disputées entre les deux formations, les Bruins n'en remportent que deux. Lors de la saison 1987-1988, après avoir battu les Sabres de Buffalo, ils sont à nouveau confrontés aux Canadiens ; ils perdent le premier match 5-2 mais remportent les quatre suivants pour éliminer Montréal pour la première fois depuis 1943. Ils gagnent ensuite contre les Devils du New Jersey mais sont battus par les Oilers d'Edmonton de Wayne Gretzky qui gagnent leur quatrième coupe en cinq ans. Au cours de cette finale, le quatrième match de la série s'achève sur le score de 3-3 en raison d'une coupure électrique : bien que cinq matchs aient été disputés, les Oilers remportent la finale 4-0. Après une nouvelle élimination par les Canadiens en 1989, ils retrouvent les Oilers d'Edmonton en finale en 1990 en ayant, comme deux ans auparavant, battu Montréal lors du deuxième tour des séries. Ayant terminé en tête de la ligue lors de la saison régulière, les Bruins sont favoris de la finale ; lors du premier match, les deux équipes ne parviennent pas à se départager et doivent attendre la troisième prolongation pour voir Petr Klíma marquer le but de la victoire pour les Oilers qui gagnent ensuite trois des quatre autres matchs et remporter ainsi leur cinquième Coupe Stanley en sept ans. Au cours des saisons 1990-1991 et 1991-1992, les Bruins écartent les Canadiens de Montréal en finale de division mais sont battus à chaque fois en finale d'association par les Penguins de Pittsburgh, qui les empêchent ainsi d'accéder à une nouvelle finale de la Coupe Stanley.
Depuis son arrivée en 1979, Bourque devient un joueur incontournable de la franchise : en terminant avec 65 points en 1980, ce qui est alors le record pour un défenseur dans sa première année dans la LNH, il remporte le trophée Calder remis au meilleur joueur recrue de la ligue et est nommé dans la première équipe d'étoiles ; c'est la première fois qu'un joueur n'évoluant pas au poste de gardien de but obtient ce double honneur. En 1985 il est nommé cocapitaine de l'équipe avec Rick Middleton ; le trophée James-Norris du meilleur défenseur qu'Orr remporta huit fois lui est remis en 1987 et 1988 ; cette même année, il devient seul capitaine de l'équipe après la retraite de Middleton ; en 1990 et 1991 il remporte ses troisième et quatrième trophées James-Norris.
En 1991, la Ligue nationale de hockey, qui possédait un nombre d'équipes stable depuis 1979, autorise l'arrivée de nouvelles franchises au travers de plusieurs repêchages d'expansion : de vingt-et-une équipes à la fin de la saison 1990-1991, la LNH passe à vingt-deux l'année suivante, puis vingt-quatre en 1993, vingt-six en 1994, vingt-sept en 1998, vingt-huit en 1999 et trente en 2000. L'accroissement du nombre d'équipes augmente la difficulté à se qualifier en séries éliminatoires : le nombre de qualifiés pour la phase finale étant resté de seize équipes, celui des équipes ne disputant par les séries augmente d'autant, passant de cinq en 1991 à quatorze en 2000. Les Bruins, quant à eux, ne retrouvent plus la finale de la coupe Stanley. En 1993, bien qu'ayant terminé à la deuxième place de la ligue lors de la saison régulière derrière les Penguins de Pittsburgh, ils sont éliminés 4-0 dès le premier tour des séries. Les Bruins ne parviennent plus à passer plus d'une ronde de séries et seules celles de 1994 et 1999 voient les Bruins remporter leur premier tour avant d'être éliminés.
Entre temps, Bourque devient le troisième joueur de l'histoire de la LNH à remporter un cinquième trophée James-Norris après Doug Harvey des Canadiens de Montréal et Bobby Orr ; au cours de la saison 1996-1997, il devient le joueur des Bruins ayant marqué le plus grand nombre de points dans l'histoire de la franchise. Après 1 937 matchs disputés avec les Bruins, il devient en 1998-1999 le joueur ayant disputé le plus de match sous ce maillot. En 2000, après 1 506 parties jouées et 1 518 points inscrits sous les couleurs de Boston, il signe un contrat avec l'Avalanche du Colorado, équipe avec laquelle il remporte plus tard la coupe Stanley,.

### Les temps modernes
Depuis le début des années 2000, les résultats des Bruins sont en dents de scie : quatrièmes de leur division en 2001 avant de la remporter l'année suivante, puis troisièmes en 2003 et à nouveau vainqueurs en 2004, derniers en 2006 et 2007, ils remontent à la troisième place en 2008, la remportent en 2009 et retombent à la troisième place en 2010. Depuis que Pat Burns a été limogé en 2000, six entraîneurs différents se sont succédé à la tête de l'équipe, la stabilité semblant être revenue avec l'arrivée de Claude Julien en 2006. En 2009, c'est sous sa direction que les Bruins remportent leur première ronde en séries depuis 10 ans, qui plus est contre le rival de toujours, les Canadiens. Cependant, les Bruins ne sont plus parvenus à gagner deux rondes consécutives depuis la saison 1992-1993.

#### La sixième Coupe Stanley (2010-2011)

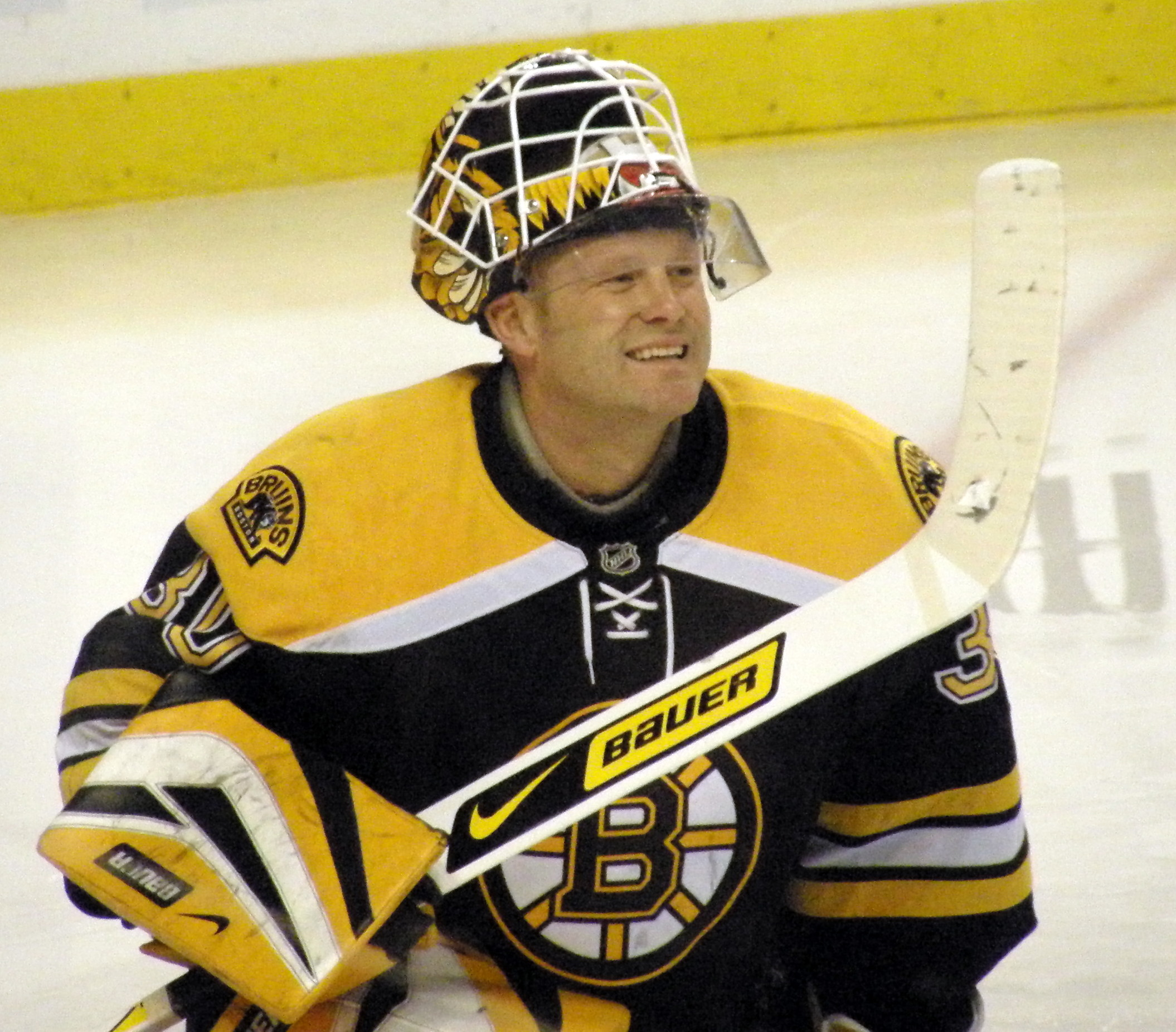
Tim Thomas remporte les trophées Roger-Crozier, Vézina et Conn-Smythe lors de la saison 2010-2011.

Alors que les Oilers d'Edmonton remportent le premier choix lors de la loterie du repêchage d'entrée de 2010, les Bruins ont le deuxième choix bien qu'ayant disputé les séries éliminatoires la saison précédente : ils obtiennent cette bonne place à la suite de l'échange de Phil Kessel avec les Maple Leafs de Toronto en retour de leurs choix de première et deuxième ronde en 2010 et de première ronde en 2011. Après Taylor Hall choisi par les Oilers, Boston sélectionne Tyler Seguin, joueur de la Ligue de hockey de l'Ontario. Les Bruins échangent plus tard Dennis Wideman aux Panthers de la Floride et reçoivent en retour Gregory Campbell et Nathan Horton.
Les Bruins entament leur pré-saison par une victoire contre les Canadiens de Montréal mais les quatre matches suivants sont perdus avec deux défaites contre les Panthers de la Floride puis, deux autres contre les Capitals de Washington. Les deux derniers matchs de pré-saison, qui sont joués en Europe, se soldent par deux victoires nettes contre les Belfast Giants et le HC Bílí Tygři Liberec.
La saison 2010-2011 des Bruins débute par deux rencontres en République tchèque contre les Coyotes de Phoenix à Prague les 9 et 10 octobre ; au bilan, les deux équipes se séparent avec une victoire et une défaite chacune. Entre le 9 octobre 2011 et le 10 novembre 2011, les Bruins conservent un bilan de sept victoires contre quatre défaites dont une en prolongation. Lors de cette série, le gardien de but des Bruins, Tim Thomas, remporte sept matches consécutifs et enregistre trois blanchissages pour une moyenne de 0,67 but accordé par match ; il s'agit de la meilleure moyenne dans la LNH pour les sept premiers matchs d'un gardien depuis plus de cinquante ans. Après avoir passé l'essentiel de la saison à la deuxième place de la division Nord-Est, derrière les Canadiens de Montréal, les joueurs de Boston prennent pour la première fois la tête de la division le 28 décembre à la suite d'une victoire 4-3 contre le Lightning de Tampa Bay, place qu'ils ne cèdent qu'une fois aux Canadiens début janvier. Du 17 février au 1er mars, les Bruins jouent et remportent six matchs consécutifs à l'extérieur, Tuukka Rask, second gardien de Boston, gagnant quatre des six matchs, puis enchaînent sur une septième victoire d'affilée, à domicile cette fois. Alors que la date limite des transactions arrive, les Bruins reçoivent Chris Kelly des Sénateurs d'Ottawa et échangent Blake Wheeler et Mark Stuart aux Thrashers d'Atlanta contre Rich Peverley et Boris Valábik qui joue ensuite la fin de saison avec les Bruins de Providence, club-école de Boston. Le défenseur des Maple Leafs de Toronto, Tomáš Kaberle, est acquis par l'équipe en retour de Joe Colborne et de choix de repêchage.
Le 2 avril, les Bruins gagnent 3-2 contre les Thrashers pour s'assurer de la première place de la division Nord-Est. Ils terminent la saison troisièmes de l'association de l'Est derrière les Capitals de Washington et les Flyers de Philadelphie avec quarante-six victoires, vingt-cinq défaites et onze défaites en prolongation pour cent-trois points. Milan Lucic est le meilleur buteur de l'équipe avec trente buts et David Krejčí est le meilleur passeur avec quarante-neuf passes. Lucic et Krejčí sont également les meilleurs pointeurs avec soixante-deux points chacun. Zdeno Chára, le capitaine de l'équipe, a le meilleur différentiel +/- de la LNH avec +33 et remporte ainsi le trophée correspondant.
Les Bruins rencontrent au premier tour des séries leurs rivaux, les Canadiens de Montréal. Après deux matchs perdus à domicile, les Bruins se vengent avec trois victoires, dont deux sur la glace de Montréal ; lors de la cinquième rencontre, Horton marque le but vainqueur après deux périodes de prolongation. Alors qu'ils ont la possibilité d'éliminer les Canadiens, ils perdent 2-1 à Montréal mais les éliminent lors du septième match sur le score de 4-3 grâce à un nouveau but en prolongation de Horton. Les Bruins rencontrent ensuite les Flyers ; ces derniers ne parviennent pas à gagner une rencontre et sont éliminés en quatre matchs secs. Les Bruins rencontrent en finale d'association le Lightning de Tampa Bay. Après une défaite chez eux, les Bruins remportent le deuxième match 6-5 avec quatre points en une période pour la recrue Tyler Seguin. Lors de la quatrième date, les Bruins mènent 3-0 en première période mais perdent le match après une remontée du Lightning qui marque cinq buts de suite. Lors de la septième rencontre, les Bruins éliminent finalement le Lightning pour aller en finale de la Coupe grâce à une victoire 1-0 par un but de Horton ; durant ce match, aucune pénalité n'est décernée.
Les Bruins remportent le trophée Prince de Galles remis à l'équipe championne de l'association de l'Est et accèdent à la dix-septième finale de la Coupe Stanley de leur histoire. Ils sont alors confrontés à l'équipe championne de la saison régulière, les Canucks de Vancouver. Ces derniers remportent la première rencontre 1-0 par un but de Raffi Torres alors qu'il ne reste que 18,5 secondes au troisième tiers-temps. Vancouver remporte un autre match 3-2 avec un but vainqueur d'Alexandre Burrows en prolongation alors qu'elle n'a débuté que depuis onze secondes. Alors que les deux victoires des Canucks ne sont remportées qu'avec un but d'écart celles de Boston sont beaucoup plus tranchées puisque les Bruins marquent douze buts et n'en accordent qu'un seul. Les Bruins perdent à nouveau à Vancouver 1-0 lors de la cinquième rencontre par un but vainqueur de Maxim Lapierre mais se reprennent et emportent le sixième match 5-2. Le septième et dernier match de la finale a lieu chez les Canucks. Tim Thomas réalise son deuxième blanchissage de la finale alors que Patrice Bergeron et Brad Marchand inscrivent chacun un doublé et, après 39 années de disette, ils remportent la sixième Coupe Stanley de l'histoire des Bruins. Thomas est élu meilleur joueur des séries éliminatoires et remporte le trophée Conn-Smythe. Le 22 juin, lors de la remise des trophées de la LNH, Chara et Thomas sont à nouveau récompensés : le premier reçoit le trophée Mark-Messier du joueur ayant montré le plus grand leadership et le second, le trophée Vézina du meilleur gardien de la saison régulière. À la suite de la victoire des Bruins, Bergeron devient le vingt-cinquième membre et le huitième Canadien du Club Triple Or des joueurs ayant remporté à la fois le championnat du monde, les Jeux olympiques et la coupe Stanley.

#### Les finales perdues
Après la victoire en 2011, les Bruins échouent au premier tour la saison suivante contre les Capitals de Washington puis retrouvent la finale en 2013 en éliminant successivement les Maple Leafs de Toronto 4-3, les Rangers de New York 4-1 et les Penguins de Pittsburgh 4-0. Confrontés aux Blackhawks de Chicago dans ce qui est la première finale entre deux des six équipes originales depuis 1979, ils sont battus en six matchs et voient leurs adversaires remporter leur deuxième Coupe Stanley en quatre ans.
En 2019, en remportant l'association de l'Est par 4 victoires à 0 contre les Hurricanes de la Caroline, les Bruins retrouvent la finale de la Coupe Stanley où ils affrontent les Blues de Saint-Louis et perdent en 7 matches.

#### Une saison record
Lors de la saison 2022-2023, les Bruins battent plusieurs records : ils sont la première équipe à se qualifier pour les séries éliminatoires après seulement 64 matchs disputés et deviennent en même temps l'équipe ayant atteint le plus rapidement de l'histoire le total de 50 victoires. Le 30 mars 2023, ils remportent le Trophée des présidents et dépassent leur propre record de victoires puis, le 9 avril, ils effacent le record de victoires en une saison de LNH, détenu jusque-là conjointement par les Red Wings de Détroit et le Lightning de Tampa Bay. Ils terminent finalement la saison avec 65 victoires et un total de 135 points, également un nouveau record de la LNH.
Grands favoris pour la conquête de la Coupe Stanley, ils affrontent la huitième et dernière équipe qualifiée de l'association de l'Est, les Panthers de la Floride, une des deux seules équipes à avoir battu les Bruins deux fois en saison régulière. Après avoir remporté trois des quatre premiers matchs de la série, les Bruins semblent en mesure d'éliminer les Panthers mais ils perdent les trois rencontres suivantes et sont éliminés en sept matchs contre toute attente.

## Rivalité

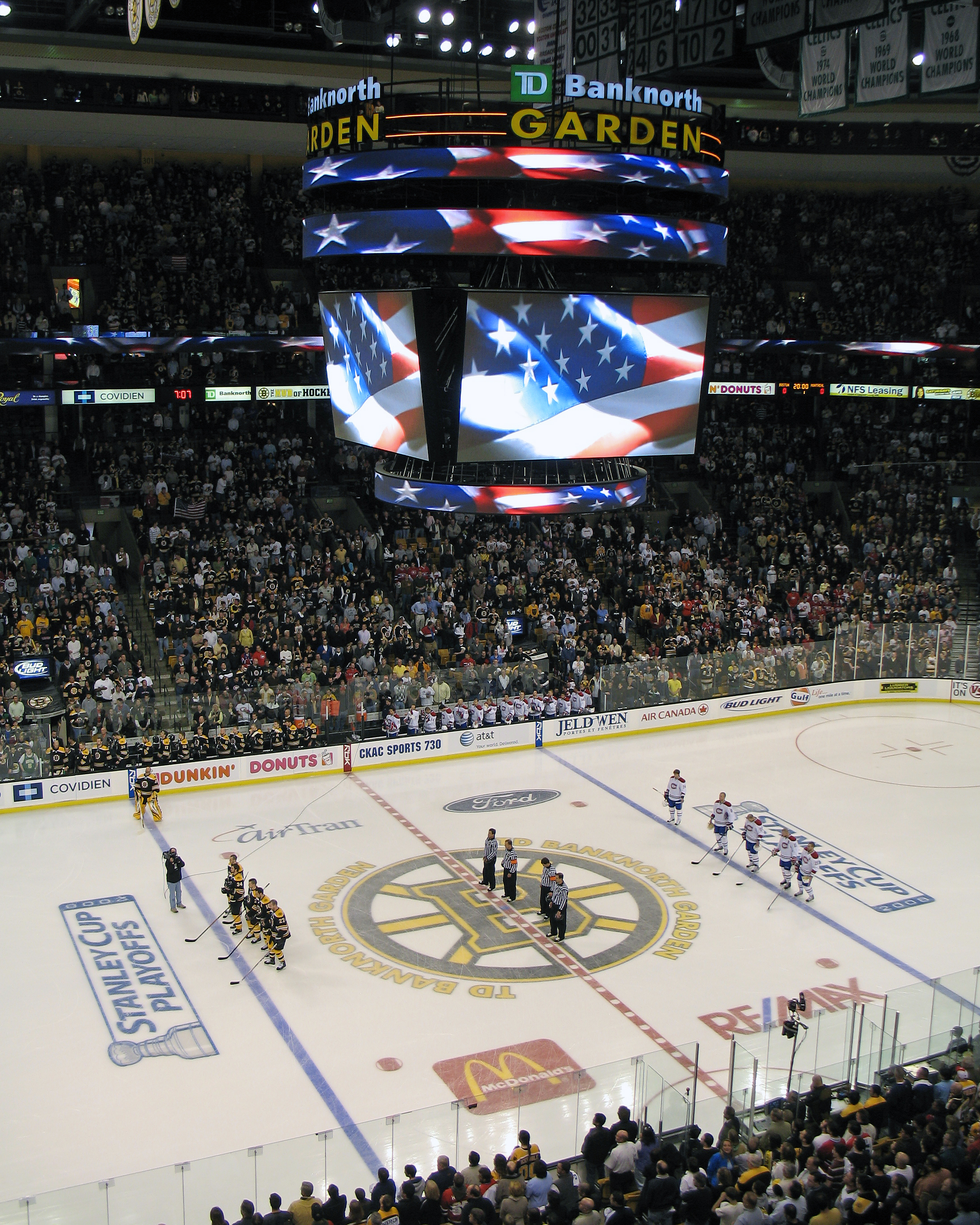
Les Bruins et les Canadiens au TD Garden pendant les hymnes.

Les plus anciennes rivalités de la Ligue nationale de hockey datent de la période des Six équipes originales. Une rivalité traditionnelle s'est installée depuis cette époque entre les Bruins et les Canadiens de Montréal. Aucune autre équipe de la LNH n'a jamais autant affronté un adversaire que les Bruins ont rencontré les Canadiens : à l'issue de la saison 2009-2010, les deux équipes se sont rencontrées plus de 700 fois en saison régulière et de 160 fois en séries. Ce sont les Canadiens qui mènent les débats dans les deux cas avec un total de plus de 100 victoires d'avance.
Comme pour les autres rivalités, les moments les plus intenses sont les rondes de séries éliminatoires. Ainsi, entre 1946 et 1987, les Bruins et les Canadiens se rencontrent dix-huit fois pour autant de victoires pour l'équipe de Montréal. Les Canadiens ont remporté un total de vingt-quatre Coupes Stanley dans leur histoire dont sept contre les Bruins. Lors de la demi-finale de 1952, Maurice Richard des Canadiens sort sur une blessure au visage après avoir reçu un coup de genou lors de la première période du septième match. Il revient au jeu avant la fin du match et inscrit deux buts à « Sugar » Jim Henry pour qualifier son équipe pour la suite des séries. Une photographie célèbre de la fin du match montre Richard le dessus de l'œil bandé avec du sang qui coule en train de serrer la main à Henry qui a quant à lui un œil au beurre noir.
Un autre moment intense de la rivalité se déroule lors de la saison 1954-1955. Le 13 mars dans la patinoire de Boston, Maurice Richard en vient aux mains avec Hal Laycoe. Un juge de ligne tente à trois reprises de maîtriser Richard mais il ne parvient qu'à immobiliser le joueur québécois alors que Laycoe en profite pour lui taper dessus. Énervé, Richard se retourne et frappe le juge qui le maintient dans une position dangereuse. Il reçoit alors une pénalité de match ainsi qu'une suspension pour la fin de la saison et pour tous les matchs des séries ; Laycoe quant à lui est blanchi de toute sanction. Il s'ensuit alors une émeute et un soulèvement des partisans de Montréal, connu sous le nom de « l'émeute Maurice Richard » ou « l'émeute du Forum ».
Lors de la saison 1970-1971, les Bruins terminent premiers de la saison avec douze points d'avance sur les deuxièmes du classement et avec les quatre meilleurs pointeurs de la saison. Ils sont champions en titre de la Coupe Stanley et abordent les séries éliminatoires comme favoris pour prendre leur propre succession. Boston et Montréal sont opposés lors de la première ronde. Au cours de la deuxième rencontre, les Bruins mènent par 5 buts à 1 mais ils se font remonter pour finalement perdre 5-7 ce match puis la série. Par la suite, les Canadiens remportent leur dix-septième Coupe Stanley.
En 1988, après 18 défaites consécutives en séries éliminatoires contre les Canadiens, les Bruins, bien qu'ayant perdu le premier match, éliminent leurs rivaux pour la première fois depuis 45 ans. Depuis cette victoire, les débats se sont équilibrés entre les deux équipes, les Bruins menant par six victoires contre cinq défaites.

## Identité de l'équipe

### Les logos

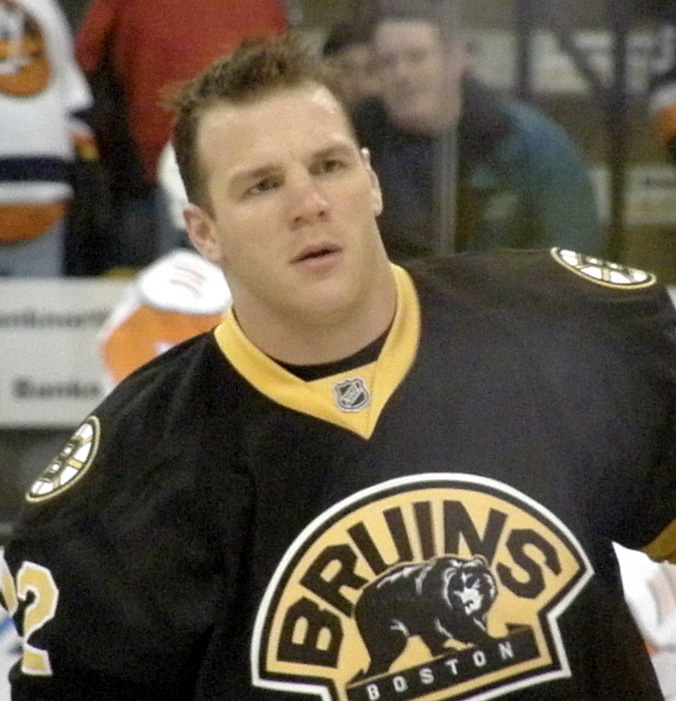
Shawn Thornton avec un maillot secondaire en novembre 2008.

À la création de la franchise, Adams prend comme couleurs pour sa nouvelle équipe celles de ses épiceries : marron et or. Sur une suggestion de son secrétaire, la nouvelle équipe est baptisée « les Bruins », en référence à l'ours brun. Le premier logo de l'équipe reprend donc le nom de l'équipe avec un dessin stylisé d'un ours en jaune sur fond noir. Le nom de Boston est écrit en forme d'arc alors que Bruins est inscrit sous le dessin. Ce logo n'est utilisé que pour la première saison de l'équipe. Pour la deuxième saison, le logo a quasiment peu changé avec seulement l'abandon du fond noir pour remplacer le fond du nom de la ville par un fond brun et rendre l'écriture plus couleur or. De plus l'ours, jusque-là jaune, passe en brun. En 1926, la direction de la franchise change le logo en redessinant l'ours pour lui donner un air plus réaliste. Même si la disposition des mots Boston et Bruins reste globalement la même, l'arc du mot Boston change légèrement et le mot Bruins passe couleur or sur fond marron.
Le premier logo de l'équipe avec uniquement un « B » capitale apparaît pour la saison 1933-1934. Le B est alors simplement écrit en couleur marron avec un tour de lettre couleur or. À partir de la saison suivante, le marron est abandonné au profit du noir alors que l'or devient un peu plus jaune. Ce logo est utilisé jusqu'à la fin de la saison 1947-1948. Pour la saison 1948-1949, la franchise de Boston célèbre son vingt-cinquième anniversaire et pour l'occasion sort un nouveau logo. Ainsi, le B capitale est toujours utilisé mais comme s'il était écrit à la main. De chaque côté du B sont écrits « 24 » pour 1924, la première saison, et « 49 » pour la saison en cours. En plus de ce changement, la police du B change et le fond de l'image également : une roue avec huit rayons noirs apparaît. Ce logo est réutilisé par la suite lors de la Classique hivernale de 2010 sur les maillots utilisés pour l'occasion par les Bruins. Les rayons sont là pour rappeler un des surnoms de la ville ; en effet, Boston est parfois surnommée « The Hub of the Universe », littéralement en français « le Centre de l'Univers » et la roue est là pour rappeler ce surnom. Par la suite, le logo ne change quasiment plus en conservant toujours un B en capitale avec la roue, seules les couleurs variant légèrement. Le logo est inchangé entre 1949 et 1995 avec le retour d'un B plus classique et les rayons de la roue dessinés en jaune. En 1995, des contours sont ajoutés aux différents éléments afin de préciser le dessin et le logo est utilisé jusqu'en 2007 de cette manière. Pour la saison 2007-2008, le seul changement qui est apporté est que le B reçoit des empattements.
Depuis 1955, la franchise de Boston utilise également des logos secondaires pour certaines occasions particulières et pour habiller les épaulettes de leur maillot. Il peut s'agir soit du logo principal avec de nouvelles couleurs ou même d'une tête d'ours. Depuis 2007-2008, la franchise abandonne la tête de l'ours pour utiliser une version moderne du premier logo de la franchise : un ours qui marche avec inscrit sous lui « Bruins » et au-dessus dans une forme d'arc « Boston ». Ce logo existe également en version inversée pour les textes, Bruins au-dessus et Boston sous l'ours. Enfin, comme de nombreuses franchises de la LNH, les Bruins utilisent de temps en temps des patchs pour célébrer des dates anniversaires spéciales.

Premier logo de la franchise
Logo de la saison 1925-1926
Logo utilisé de 1926 à 1932
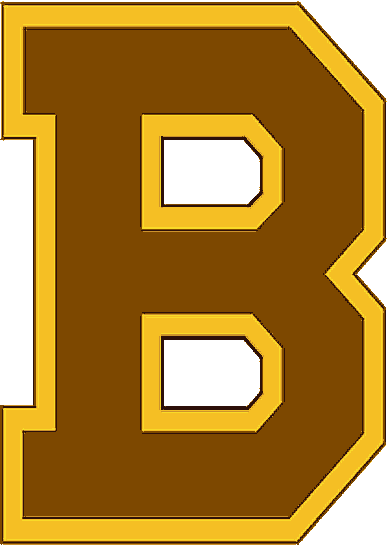
Premier logo utilisant le B
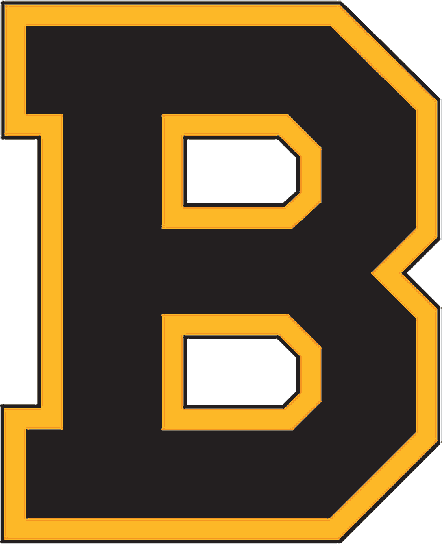
Logo utilisé de 1934 à 1948
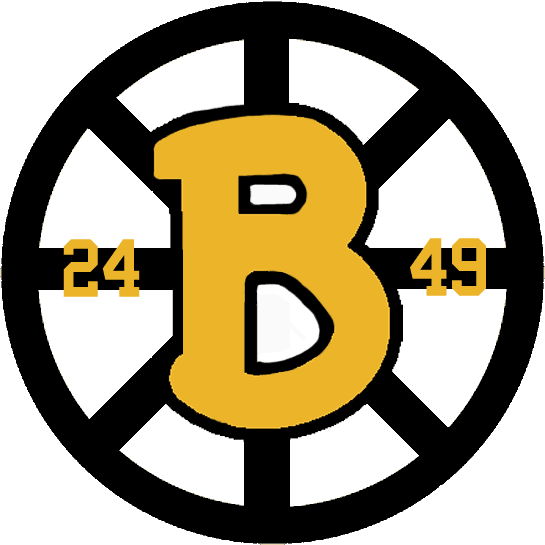
Logo anniversaire des 25 ans de l'équipe
Logo utilisé de 1949 à 1995
Logo secondaire utilisé de 1995 à 2007
Logo utilisé de 1995 à 2007
Logo secondaire depuis 2007
Logo de 2007 à 2023, repris pour la saison 2024-2025
Logo de la saison 2023-2024, repris à la saison 2025-2026

### La mascotte

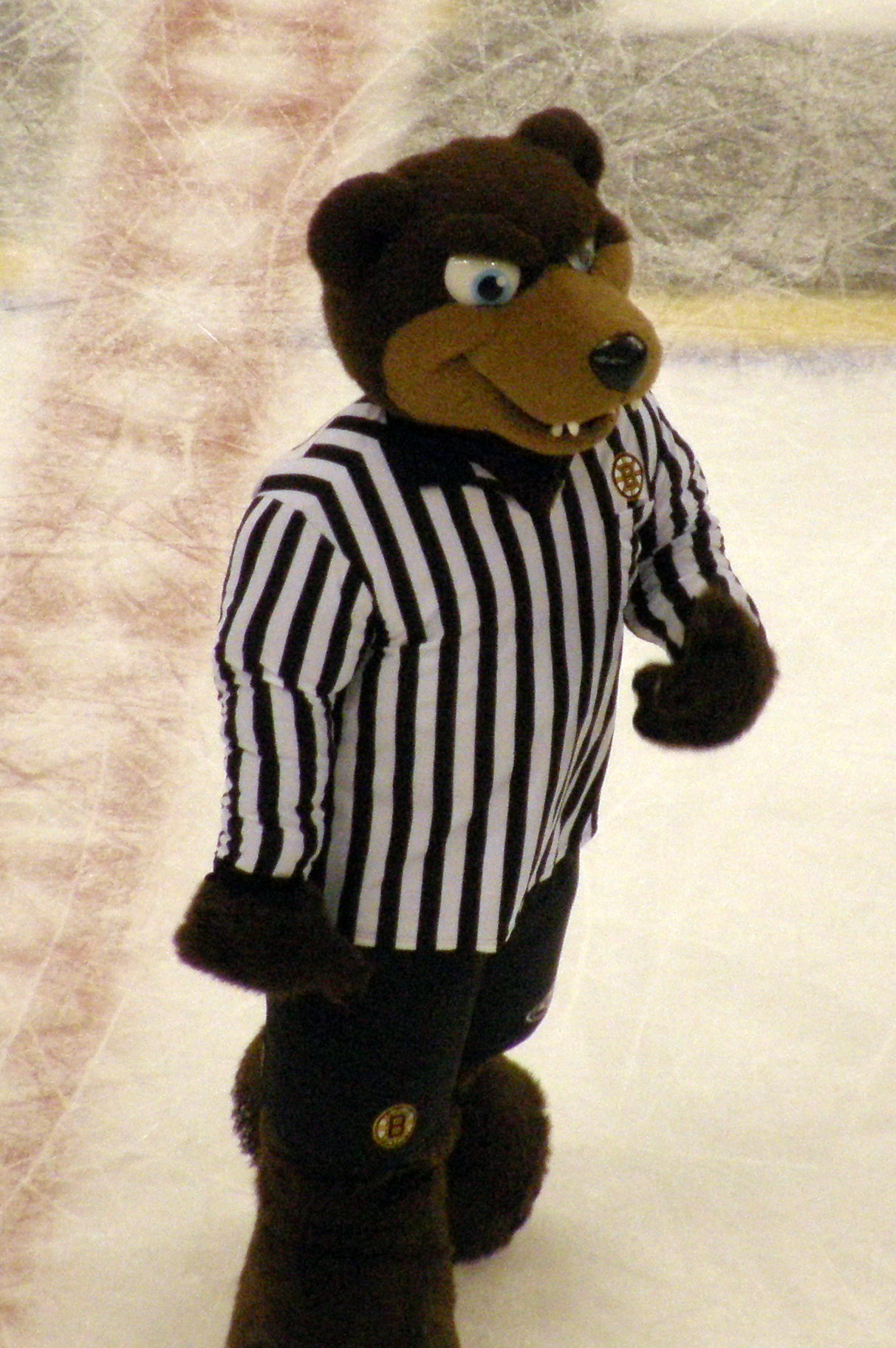
La mascotte de l'équipe, « Blades the Bruin ».

Comme la plupart des équipes professionnelles américaines, les Bruins possèdent leur propre mascotte, ceci depuis 1999. La mascotte est présentée au public pour la première fois en octobre 2000 alors que son nom, « Blades the Bruin », est obtenu à la suite d'un concours.
Plus de 1 000 enfants participent à ce concours et près de 600 noms sont proposés pour la mascotte. Parmi tous les noms, dix sont finalistes et une délégation de personnes de la franchise décide de choisir Blades (lames en français), en référence aux lames sous les patins à glace. Les autres noms possibles sont : Bruno, Buster, Stanley Cub, Spokey, Bruiser, Checkers, Power Paws, Buddy et Hub Cub. Plusieurs des enfants proposent le nom de Blades pour la mascotte et finalement, Jillian Dempsey âgé de 9 ans est tiré au sort et désigné vainqueur du concours.
La mascotte a l'apparence d'un ours brun géant et comme les autres mascottes de la LNH, il occupe une grande part dans l'animation aussi bien des avant-matchs que des pauses entre les tiers-temps. L'histoire de Blades dit qu'à la différence de ses congénères, au cours d'un hiver, Blades ne sait – ou ne veut – pas hiberner et qu'il préfère alors suivre un match de hockey sur un lac gelé. Attiré par ce sport et par la gentillesse de « Chief », surnom de Johnny Bucyk, il monte dans le coffre de la voiture du joueur et découvre le TD Garden, où il reste vivre.

### Les médias
Les premières retransmissions des matchs des Bruins débutent en 1925, au cours de la première année d'existence de la franchise. Frank Ryan commente alors uniquement les matchs à domicile sur la radio WBZ. En 1952, le propriétaire des Bruins, Walter Brown, demande à la WHDH qui retransmet les matchs de couvrir aussi toutes les rencontres disputées à l'extérieur et que le commentateur soit assisté d'un analyste. Fred Cusick, qui succède à Ryan, est alors secondé par Jack Crawford qui devient ainsi le premier ancien joueur de hockey sur glace à occuper un tel poste. Les premières retransmissions télévisuelles des Bruins datent de 1963 ; Cusick commente alors les matchs du samedi soir qui sont diffusés le lendemain.

#### Radios
- WBZ : saisons 1924-1925 à 1931-1932 ;
- WNAC : saisons 1932-1933 à 1934-1935 ;
- WAAB : saisons 1935-1936 à 1941-1942 ;
- WNAC : saisons 1942-1943 à 1945-1946 ;
- WHDH : saison 1946-1947 à 1968-1969 ;
- WBZ : saisons 196-1970 à 1977-1978 ;
- WITS : saisons 1978-1979 à 1980-1981 ;
- WPLM : saisons 1981-1982 à 1989-1990 ;
- WEEI : saison 1993-1994 ;
- WBNW : saison 1994-1995 ;
- WBZ (AM) : saisons 1995-1996 à 2008-2009 ;
- WBZ (FM) : depuis la saison 2009-2010.

#### Télévisions
- WMUR-TV : saison 1963-1964 ;
- WHDH-TV : saisons 1964-1965 et 1965-1966 ;
- WKBG-TV : saison 1966-1967 ;
- WSBK-TV : saisons 1967-1968 à 2001-2002 ;
- NESN : depuis la saison 1983-1984.

### Les Bruins dans la culture populaire
- La chanson Time To Go des Dropkick Murphys rend hommage aux Bruins. Le groupe joue à plusieurs occasions la chanson à la fin des matchs au TD Garden avec les joueurs des Bruins de l'époque Brian Rolston et Nick Boynton[191] ;
- Eddie LeBec, personnage de la série télévisée Cheers, est gardien de but pour les Bruins ;
- Le morceau Nutty, du groupe The Ventures, utilisé par la WSBK-TV puis NESN lors de leur retransmissions télévisées a longtemps été associé aux Bruins.
- Dans le jeu Payday 2, le logo de l'équipe dans laquelle jouait Sokol, les Saint Petersburg Bombers, reprend le logo des Bruins avec des couleurs différentes et un B en cyrillique[192]

## Patinoires des Bruins
Depuis leur première saison, l'équipe de Boston a utilisé trois arénas en tant que patinoire pour jouer les matchs à domicile.
| Nom           | Première saison | Dernière saison | Capacité      | Affectation suivante                                                                                              |
| ------------- | --------------- | --------------- | ------------- | --- |
| Boston Arena  | 1924-1925       | 1927-1928       | 4 666 places  | Celtics de Boston (1946-1955) Whalers de la Nouvelle-Angleterre (1972-1973) Northeastern University (depuis 1979) |
| Boston Garden | 1928-1929       | 1994-1995       | 13 909 places | Démolition en 1997                                                                                                |
| TD Garden     | 1995-1996       | En cours        | 17 565 places | |

### Boston Arena

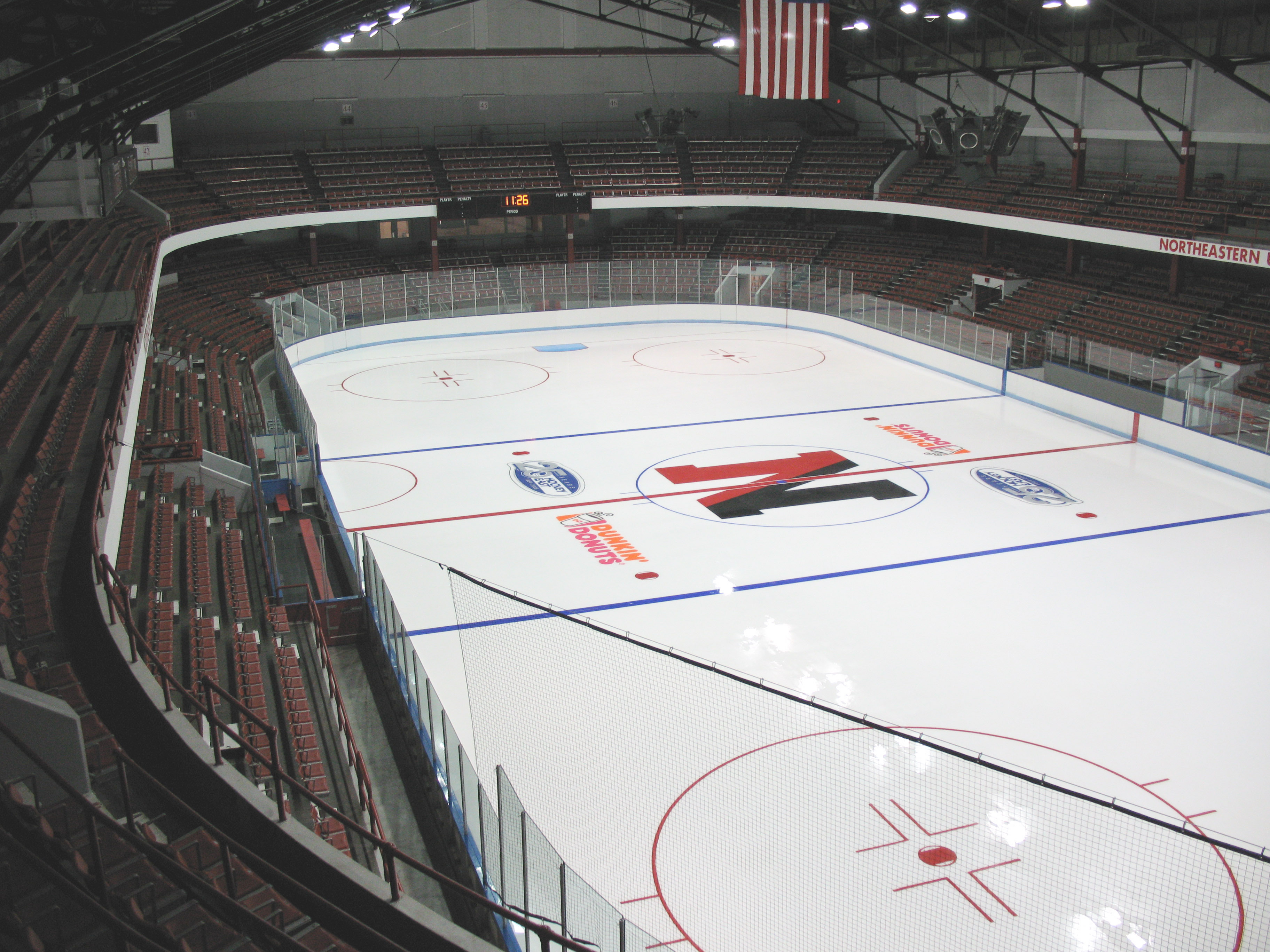
La Boston Arena en 2009.

La Boston Arena, inaugurée le 16 avril 1910, est la première des salles utilisées par les Bruins. Il s'agit de la première salle intérieure de hockey sur glace de la ville de Boston. Lorsque les Bruins font leurs débuts dans la LNH pour la saison 1924-1925, ils jouent alors dans cette salle où est implantée la seule patinoire de la ville ; ils y restent jusqu'à la fin de la saison 1927-1928.

Après la construction du Boston Garden et le déménagement des Bruins dans leur nouvelle enceinte, la Boston Arena ne sert plus pour les matchs des Bruins et doit attendre 1945 pour qu'une équipe de sport majeur s'y implante. La nouvelle équipe de basket-ball de la National Basketball Association, les Celtics de Boston, s'y installe. Par la suite, les Whalers de la Nouvelle-Angleterre investissent la salle pour une saison, puis la salle accueille plus tard les équipes de Northeastern University. Renommée Matthews Arena en 1982, la salle est actuellement la plus vieille encore en activité des États-Unis.

### Boston Garden

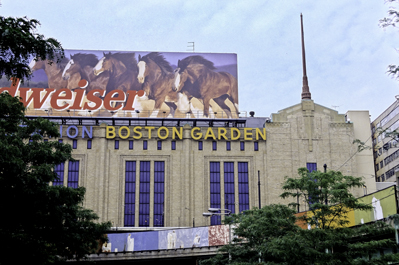
Le Boston Garden en 1994.

Tex Rickard est un promoteur de boxe et est également connu pour être le fondateur des Americans de New York puis des Rangers de New York et il a également construit la nouvelle version du Madison Square Garden. Il décide alors de construire une nouvelle salle de sport dans Boston et veut alors que le public soit assis plus près du centre de la salle afin que chacun profite mieux du spectacle. Il décide également que la salle se nommera Boston Madison Square Garden. Au fur et à mesure du temps, le terme Madison Square est abandonné et il ne reste que Boston Garden.

Le Boston Garden est ouvert le 17 novembre 1928 ; d'une capacité de 14 448 spectateurs pour le hockey sur glace, il accueille l'équipe de 1928 à 1995. Le premier match des Bruins au Boston Garden a lieu le 20 novembre 1928 contre les Canadiens de Montréal qui remportent le match 1-0 devant une foule estimée à 17 000 personnes.

### TD Garden

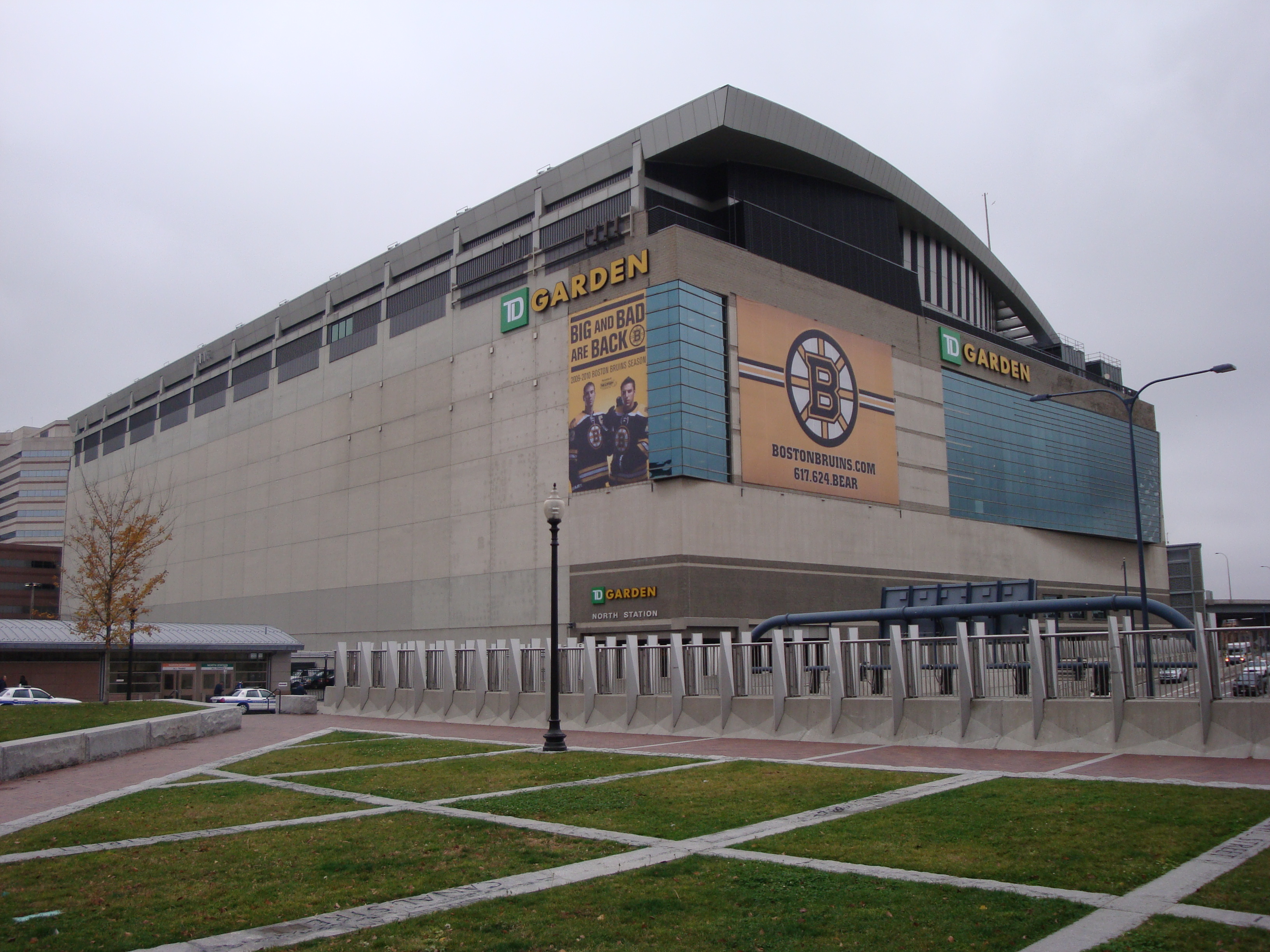
Vue extérieure du TD Garden, salle des Bruins depuis 1995.

En mai 1993, la construction d'une nouvelle salle est lancée pour remplacer le vétuste Boston Garden. Tout comme son prédécesseur, l'enceinte est construite au-dessus de North Station, l'une des principales gares de Boston. Initialement baptisée Shawnut Center, la salle a changé de nom avant même son inauguration : du fait de la fusion entre les banques Shawnut et Fleet, l'enceinte, qui a coûté 160 millions de dollars, se nomme FleetCenter à son ouverture le 30 septembre 1995. FleetBoston achète les droits d'appellation pour 30 millions de dollars pour 15 ans. Après avoir porté différents noms, dont une trentaine entre le 10 février et le 13 mars 2005, le nom de la salle est vendu à une filiale américaine de la banque Toronto-Dominion, TD Banknorth. L'enceinte se nomme alors TD Banknorth Garden, avec le mot Garden dans le nom pour rappeler l'ancienne salle de la ville. Après quatre ans, le propriétaire de la salle, Delaware North Companies, et la direction de la banque du Canada annoncent que la salle sera une nouvelle fois renommée et prendra le nom plus court de TD Garden en juillet 2009.

En 1995, la salle est utilisée soit par les Bruins soit par les Celtics de Boston, équipe de basket-ball de la National Basketball Association. Pour les matchs de hockey, le TD Garden peut accueillir 17 565 lors des matchs des Bruins alors que depuis cette première saison d'autres équipes sportives de la ville jouent de temps en temps dans l'enceinte.

## Affiliations

### Affiliations principales

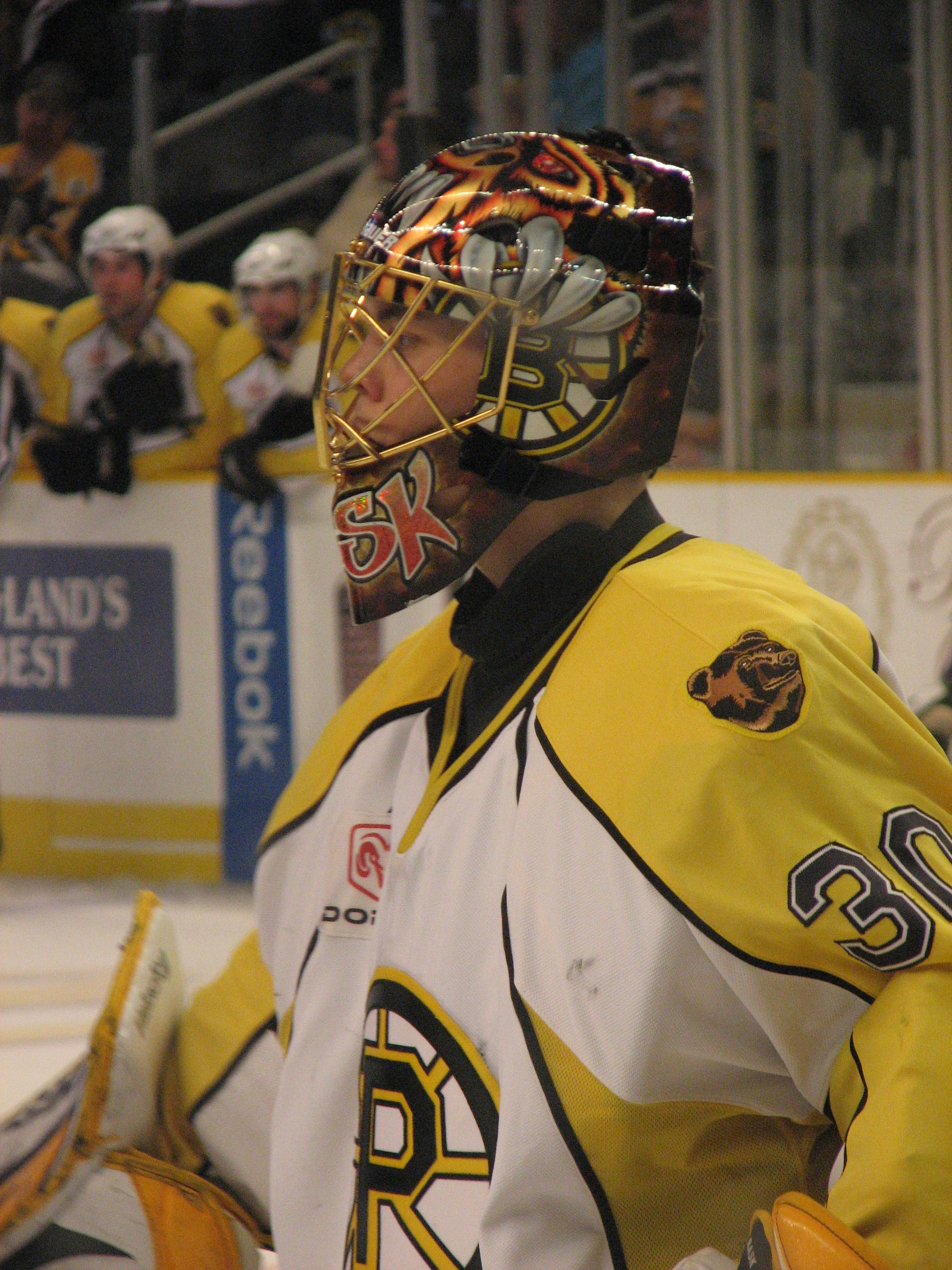
Tuukka Rask sous les couleurs des Bruins de Providence, équipe affiliée à Boston dans la Ligue américaine de hockey.

Les franchises de la Ligue nationale de hockey ayant un effectif limité par convention, elles sont « affiliées » chaque saison à une ou plusieurs équipes de ligues moins importantes. Ceci leur permet de recruter de jeunes joueurs lors des repêchages annuels tout en leur permettant de continuer leur développement sans les lancer trop tôt dans le « grand bain ». De plus, ces équipes affiliées (aussi nommées clubs-écoles ou farm team en anglais) constituent une réserve de talents pour les franchises de la LNH qui font appel à eux au gré des blessures ou méformes des joueurs de l'effectif de départ. À l'exception de quelques équipes propriétaires elles-mêmes de leur club-école, les affiliations sont conclues par une entente contractuelle et ne sont donc pas figées dans le temps. Depuis leurs débuts, les Bruins ont été affiliés aux équipes suivantes :
- 1926-1927 : Eagles de New Haven (Can-Am)
- 1929-1930 : Arrows de Philadelphie (Can-Am)
- 1930 à 1932 : Cubs de Boston (Can-Am)[Note 17]
- 1933 à 1935 : Tiger Cubs de Boston (Can-Am)[Note 17]
- 1935-1936 : Bruin Cubs de Boston (Can-Am)[Note 17]
- 1936 à 1938 : Reds de Providence (IAHL)
- 1938 à 1942 : Bears de Hershey (LAH)
- 1940-1941 : General de Regina (LHJS)
- 1943 à 1945 : Olympics de Boston (EHL)
- 1946 à 1957 : Bears de Hershey (LAH)
- 1948 à 1950 : Oilers de Tulsa (USHL)
- 1949-1950 : Olympics de Boston (EHL)
- 1957-1958 : Bears de Hershey (LAH)
- 1957-1958 : As de Québec (LAH)
- 1957-1958 : Indians de Springfield (LAH)
- 1957 à 1959 : Cougars de Victoria (WHL)
- 1958-1959 : Bruins d'Estevan (LHJS)
- 1958 à 1962 : Reds de Providence (LAH)
- 1959-1960 : Flyers de Barrie (LHO)
- 1959 à 1963 : Frontenacs de Kingston (EPHL)
- 1963-1964 : Reds de Providence (LAH)
- 1963 à 1965 : Bruins de Minneapolis (LCH)
- 1964 à 1971 : Bears de Hershey (LAH)
- 1964-1965 : Bruins d'Estevan (LHJS)
- 1965 à 1972 : Blazers d'Oklahoma City (LCH)
- 1969-1970 : Golden Eagles de Salt Lake (WHL)
- 1971 à 1974 : Braves de Boston (LAH)
- 1973-1974 : Gulls de San Diego (WHL)
- 1974 à 1979 : Americans de Rochester (LAH)
- 1979-1980 : Dusters de Broome (LAH)
- 1980-1981 : Indians de Springfield (LAH)
- 1981-1982 : Blades d'Érié (LAH)
- 1982-1983 : Skipjacks de Baltimore (LAH)
- 1983 à 1985 : Bears de Hershey (LAH)
- 1985 à 1987 : Golden Flames de Moncton (LAH)
- 1987 à 1992 : Mariners du Maine (LAH)
- depuis 1992 : Bruins de Providence (LAH)

### Affiliations secondaires
En plus de ces équipes, les franchises de la LNH possèdent une ou des affiliations dites « secondaires » avec des équipes évoluant dans des ligues mineures. Ces équipes, sont généralement utilisées comme réservoir pour les équipes précédentes en cas d'absence de joueurs blessés ou partis évoluer avec une équipe de la LNH. Au cours de leur histoire, les Bruins ont eu les affiliations secondaires suivantes :
- 1969 à 1976 : Gems de Dayton (LIH)
- 1969 à 1972 : Blazers de Syracuse (EHL)
- 1972-1973 : Cubs du cap Cod (EHL)
- 1973-1974 : Cubs du cap Cod (NAHL)
- 1974 à 1977 : Dusters de Broome County (NAHL)
- 1976-1977 : Owls de Columbus (LIH)
- 1978-1979 : Freedoms de Cape Cod-New Hampshire (NEHL)
- 1979-1980 : Mohawks d'Utica (EHL)
- 1980 à 1982 : Gears de Saginaw (LIH)
- 1980-1981 : Raiders de Salem (EHL)
- 1980-1981 : Hornets de Syracuse (EHL)
- 1982-1983 : Generals de Flint (LIH)
- 1984-1985 : Checkers d'Indianapolis (LIH)
- 1985 à 1988 : Admirals de Milwaukee (LIH)
- 1991 à 1993 : Chiefs de Johnstown (ECHL)
- 1993 à 1998 : Checkers de Charlotte (ECHL)
- 2001-2002 : Grrrowl de Greenville (ECHL)
- 2007-2008 : Chiefs de Johnstown (ECHL)
- 2009 à 2012 : Royals de Reading (ECHL)
- 2012 à 2015 : Stingrays de la Caroline du Sud (ECHL)
- 2015 à 2021 : Gladiators d'Atlanta (ECHL)
- depuis 2021 : Mariners du Maine (ECHL)

## Économie
La société Boston Professional Hockey Association, Inc., fondée en 1975 et propriétaire des Bruins, fait, en 2010, des bénéfices annuels estimés entre 20 et 50 millions de dollars.
En 2006, le magazine Forbes estime la valeur des Bruins à 225 millions de dollars, les classant ainsi à la 6e place des équipes de la LNH. Leur valeur est ensuite estimée à 263 millions de dollars en 2008, à 271 millions de dollars en 2009 et à 302 millions en 2010. Ils sont une des rares franchises dont la valeur estimée par Forbes a augmenté en 2011, passant à 325 millions. Après avoir été évaluée à 348 millions en 2012, la valeur de la franchise, toujours selon Forbes, fait un bond à 600 millions en novembre 2013.

## Personnalités

### Joueurs

#### Effectif actuel
Cette section présente l'ensemble des joueurs de la formation des Bruins de Boston. Cet effectif peut varier en cours de saison en fonction des blessures et des renforts venant des clubs-écoles de Boston : les Bruins de Providence de la Ligue américaine de hockey et les Gladiators d'Atlanta de l'ECHL.
| No    | Nom                  | Nat. | Position      | Arrivée                     | Salaire        |
| ----- | -------------------- | ---- | ------------- | --------------------------- | -------------- |
| +001, | Jeremy Swayman       |      | Gardien       | 2020 - Repêchage            | +00925 000, $  |
| +030, | Keith Kinkaid        |      | Gardien       | 2022 - Agent libre          | +00750 000, $  |
| +035, | Linus Ullmark        |      | Gardien       | 2021 - Agent libre          | +05 000 000, $ |
| +025, | Brandon Carlo        |      | Défenseur     | 2015 - Repêchage            | +04 100 000, $ |
| +027, | Hampus Lindholm      |      | Défenseur     | 2022 - Ducks d'Anaheim      | +06 500 000, $ |
| +028, | Derek Forbort        |      | Défenseur     | 2021 - Agent libre          | +03 000 000, $ |
| +048, | Matt Grzelcyk        |      | Défenseur     | 2012 - Repêchage            | +03 687 500, $ |
| +067, | Jakub Zbořil         |      | Défenseur     | 2015 - Repêchage            | +01 137 500, $ |
| +073, | Charles McAvoy       |      | Défenseur     | 2016 - Repêchage            | +09 500 000, $ |
| +075, | Connor Clifton       |      | Défenseur     | 2018 - Agent libre          | +01 000 000, $ |
| +086, | Anton Strålman       |      | Défenseur     | 2022 - Agent libre          | +01 000 000, $ |
| +010, | A.J. Greer           |      | Ailier gauche | 2022 - Agent libre          | +00762 500, $  |
| +011, | Trent Frederic       |      | Centre        | 2016 - Repêchage            | +01 050 000, $ |
| +012, | Craig Smith          |      | Centre        | 2020 - Agent libre          | +03 100 000, $ |
| +013, | Charlie Coyle        |      | Centre        | 2019 - Wild du Minnesota    | +05 250 000, $ |
| +017, | Nicholas Foligno     |      | Ailier gauche | 2021 - Agent libre          | +03 800 000, $ |
| +018, | Pavel Zacha          |      | Centre        | 2022 - Devils du New Jersey | +03 500 000, $ |
| +037, | Patrice Bergeron – C |      | Centre        | 2003 - Repêchage            | +02 500 000, $ |
| +046, | David Krejčí         |      | Centre        | 2022 - Agent libre          | +01 000 000, $ |
| +063, | Brad Marchand – A    |      | Ailier gauche | 2006 - Repêchage            | +06 125 000, $ |
| +071, | Taylor Hall          |      | Ailier gauche | 2021 - Sabres de Buffalo    | +06 000 000, $ |
| +074, | Jake DeBrusk         |      | Ailier gauche | 2015 - Repêchage            | +04 000 000, $ |
| +088, | David Pastrňák – A   |      | Ailier droit  | 2014 - Repêchage            | +06 666 667, $ |
| +092, | Tomáš Nosek          |      | Ailier gauche | 2021 - Agent libre          | +01 750 000, $ |

#### Capitaines de l'équipe
Depuis sa première saison dans la LNH, l'équipe des Bruins a eu vingt capitaines. Le premier capitaine de l'histoire du club est nommé pour la saison 1925-1926, deuxième saison des Bruins, et il s'agit alors de Sprague Cleghorn. Le capitaine actuel est Patrice Bergeron. Il succède le 7 janvier 2021 au défenseur slovaque, Zdeno Chára, nommé le 3 octobre 2006 à l'âge de 29 ans alors qu'il vient d'arriver au club quelques mois plus tôt. Il est le troisième joueur slovaque à être nommé capitaine d'une équipe de la LNH après Peter Šťastný avec les Nordiques de Québec, entre 1975 et 1980, et Stanley Mikita avec les Black Hawks de Chicago entre 1975 et 1977. Chára est nommé alors que le poste reste vacant au cours de la saison 2005-2006 à la suite du départ de Joe Thornton en novembre 2005. Les différents joueurs ayant été nommé capitaine de l'équipe sont :

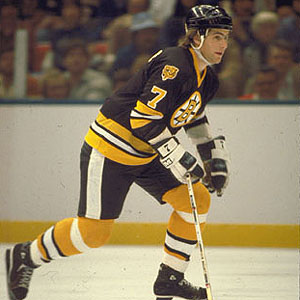
Raymond Bourque, capitaine de l'équipe entre 1985 et 2000.

| Nom(s)                            | Période     |
| --------------------------------- | ----------- |
| aucun capitaine                   | 1924 à 1925 |
| Sprague Cleghorn                  | 1925 à 1927 |
| Lionel Hitchman                   | 1927 à 1931 |
| George Owen                       | 1931-1932   |
| Aubrey Clapper                    | 1932 à 1938 |
| Ralph Weiland                     | 1938-1939   |
| Aubrey Clapper                    | 1939 à 1946 |
| Aubrey Clapper et John Crawford   | 1946-1947   |
| John Crawford                     | 1947 à 1950 |
| Milton Schmidt                    | 1950 à 1954 |
| Milton Schmidt et Edward Sandford | 1954-1955   |
| Ferdinand Flaman                  | 1955 à 1961 |
| Donald McKenney                   | 1961 à 1963 |
| Leo Boivin                        | 1963 à 1966 |

| Nom(s)                               | Période     |
| ------------------------------------ | ----------- |
| John Bucyk                           | 1966-1967   |
| aucun capitaine                      | 1967 à 1973 |
| John Bucyk                           | 1973 à 1977 |
| Wayne Cashman                        | 1977 à 1983 |
| Terence O'Reilly                     | 1983 à 1985 |
| Raymond Bourque et Richard Middleton | 1985 à 1988 |
| Raymond Bourque                      | 1988 à 2000 |
| Jason Allison                        | 2000-2001   |
| aucun capitaine                      | 2001-2002   |
| Joseph Thornton                      | 2003 à 2005 |
| aucun capitaine                      | 2005-2006   |
| Zdeno Chára                          | 2006 à 2020 |
| Patrice Bergeron                     | 2021 à 2023 |
| Bradley Marchand                     | 2023 à 2025 |

#### Choix de premier tour

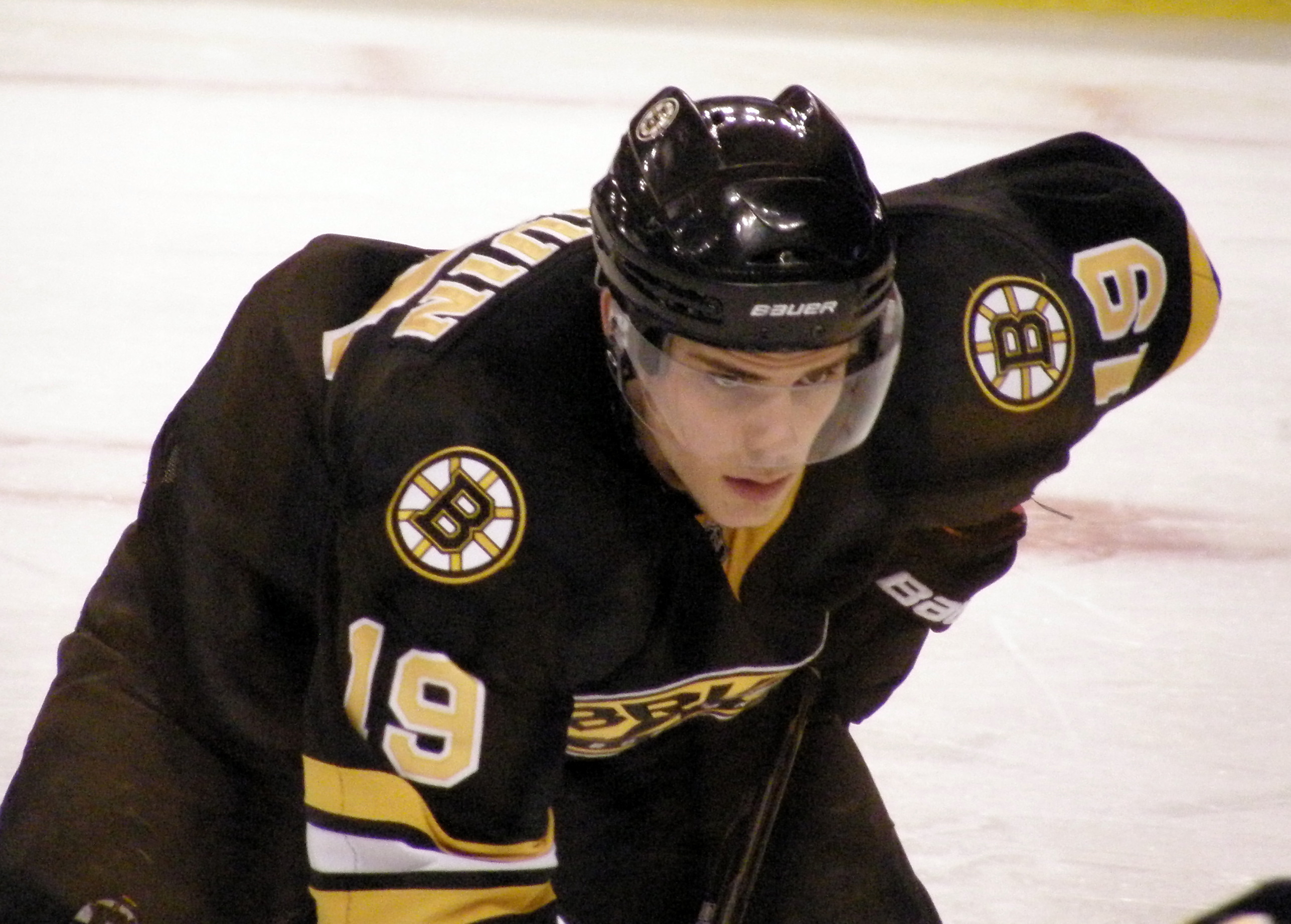
Tyler Seguin, 2e choix du repêchage de la LNH en 2010.

Chaque année et depuis 1963, les joueurs des ligues juniors ont la possibilité de signer des contrats avec les franchises des ligues majeures. Cette section présente par année le ou les choix de premier tour lors des repêchages des Bruins.
| Année | Nom du joueur                                    | Rang                        | Équipe mineure (ligue)                                                                                      |
| ----- | ------------------------------------------------ | --------------------------- | --- |
| 1963  | Orest Romashyna                                  | 3e                          | équipe junior de New Hamburg                                                                                |
| 1964  | Alex Campbell                                    | 2e                          | équipe midget de Strathroy                                                                                  |
| 1965  | Joe Bailey                                       | 4e                          | équipe junior B de St. Thomas                                                                               |
| 1966  | Barry Gibbs                                      | 1er                         | Bruins d'Estevan (LHJS)                                                                                     |
| 1967  | Meehan Bonnar                                    | 10e                         | Bruins d'Estevan (WCJHL)                                                                                    |
| 1968  | Danny Schock                                     | 12e                         | Bruins d'Estevan (WCHL)                                                                                     |
| 1969  | Don Tannahill Frank Spring Ivan Boldirev         | 3e 4e 11e                   | Flyers de Niagara Falls (AHO) Oil Kings d'Edmonton (LHJCO) Generals d'Oshawa (AHO)                          |
| 1970  | Reggie Leach Rick MacLeish Ron Plumb Bob Stewart | 3e 4e 9e 13e                | Bombers de Flin-Flon (WCHL) Petes de Peterborough (AHO) Petes de Peterborough (AHO) Generals d'Oshawa (AHO) |
| 1971  | Ron Jones Terry O'Reilly                         | 6e 14e                      | Oil Kings d'Edmonton (WCHL) Generals d'Oshawa (AHO)                                                         |
| 1972  | Mike Bloom                                       | 16e                         | Black Hawks de St.-Catharines (AHO)                                                                         |
| 1973  | André Savard                                     | 6e                          | Remparts de Québec (LHJMQ)                                                                                  |
| 1974  | Don Larway                                       | 18e                         | Broncos de Swift Current (WCHL)                                                                             |
| 1975  | Doug Halward                                     | 14e                         | Petes de Peterborough (AHO)                                                                                 |
| 1976  | Clayton Pachal                                   | 16e                         | Bruins de New Westminster (WCHL)                                                                            |
| 1977  | Dwight Foster                                    | 16e                         | Rangers de Kitchener (AHO)                                                                                  |
| 1978  | Al Secord                                        | 16e                         | Fincups de Hamilton (AHO)                                                                                   |
| 1979  | Raymond Bourque Brad McCrimmon                   | 8e 15e                      | Éperviers de Verdun (LHJMQ) Wheat Kings de Brandon (WCHL)                                                   |
| 1980  | Barry Pederson                                   | 18e                         | Cougars de Victoria (LHOu)                                                                                  |
| 1981  | Normand Léveillé                                 | 14e                         | Saguenéens de Chicoutimi (LHJMQ)                                                                            |
| 1982  | Gord Kluzak                                      | 1er                         | Bighorns de Billings (LHOu)                                                                                 |
| 1983  | Nevin Markwart                                   | 21e                         | Pats de Regina (LHOu)                                                                                       |
| 1984  | Dave Pasin                                       | 19e                         | Raiders de Prince Albert (LHOu)                                                                             |
| 1985  | aucun choix de premier tour                      | aucun choix de premier tour | aucun choix de premier tour                                                                                 |
| 1986  | Craig Janney                                     | 13e                         | Eagles de Boston College (NCAA)                                                                             |
| 1987  | Glen Wesley Stéphane Quintal                     | 3e 14e                      | Winter Hawks de Portland (LHOu) Bisons de Granby (LHJMQ)                                                    |
| 1988  | Robert Cimetta                                   | 18e                         | Marlboros de Toronto (OHL)                                                                                  |
| 1989  | Shayne Stevenson                                 | 17e                         | Rangers de Kitchener (LHO)                                                                                  |
| 1990  | Bryan Smolinski                                  | 21e                         | Spartans de Michigan State (CCHA)                                                                           |
| 1991  | Glen Murray                                      | 18e                         | Wolves de Sudbury (OHL)                                                                                     |
| 1992  | Dmitri Kvartalnov                                | 16e                         | Gulls de San Diego (LIH)                                                                                    |

| Année | Nom du joueur                              | Rang                        | Équipe mineure (ligue)                                                                              |
| ----- | ------------------------------------------ | --------------------------- | --------------------------------------------------------------------------------------------------- |
| 1993  | Kevyn Adams                                | 25e                         | Redhawks de Miami (NCAA)                                                                            |
| 1994  | Ievgueni Riabtchikov                       | 21e                         | Molot Prikamie Perm (Superliga)                                                                     |
| 1995  | Kyle McLaren Sean Brown                    | 9e 21e                      | Rockets de Tacoma (LHOu) Bulls de Belleville (OHL)                                                  |
| 1996  | Johnathan Aitken                           | 8e                          | Tigers de Medicine Hat (LHOu)                                                                       |

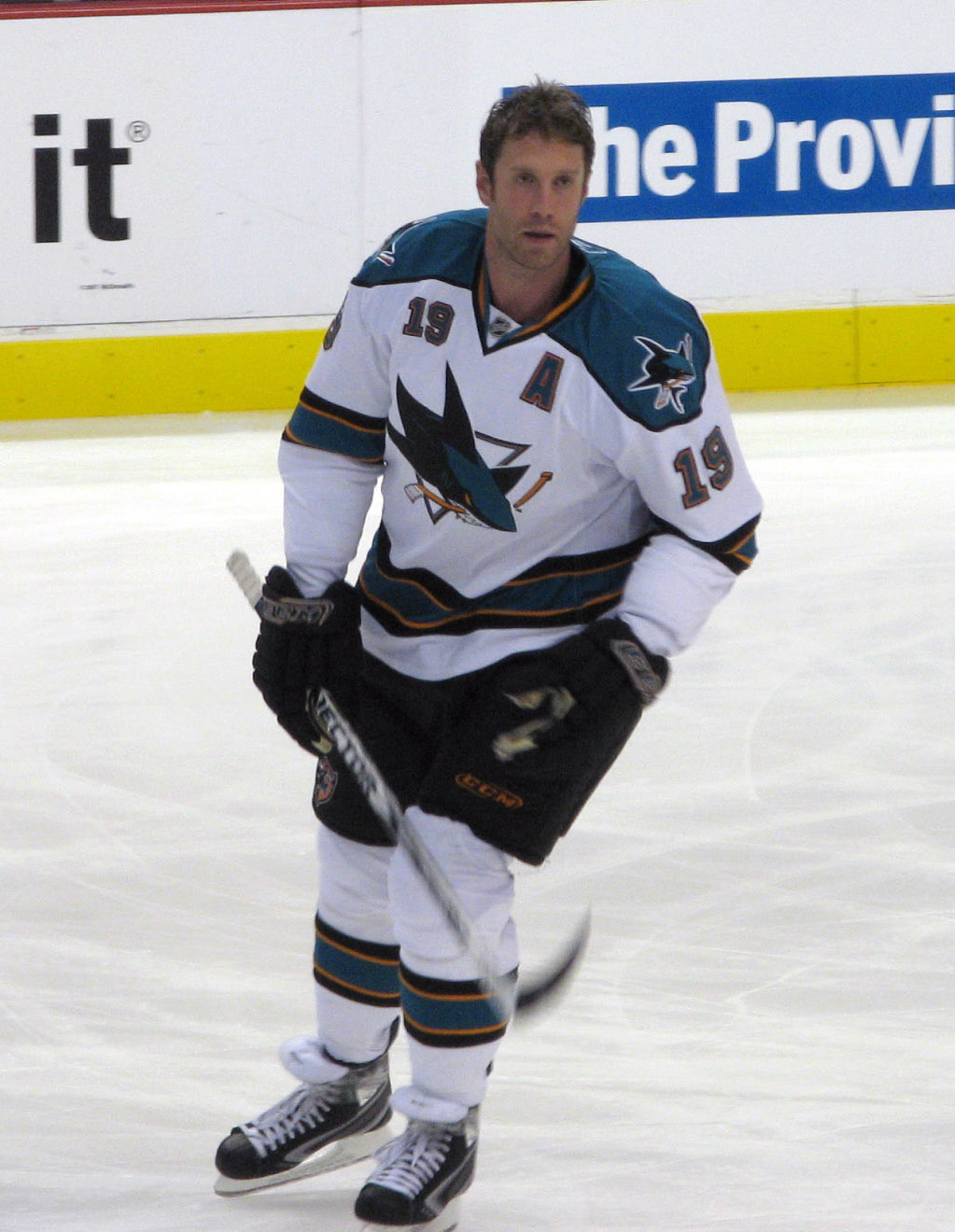
Joe Thornton, 1er choix du repêchage de la LNH en 1997.

| 1997  | Joe Thornton Sergueï Samsonov              | 1er 8e                      | Greyhounds de Sault Ste. Marie (LHO) Vipers de Détroit (LIH)                                        |
| 1998  | aucun choix de premier tour                | aucun choix de premier tour | aucun choix de premier tour                                                                         |
| 1999  | Nick Boynton                               | 21e                         | 67 d'Ottawa (OHL)                                                                                   |
| 2000  | Lars Jonsson Martin Samuelsson             | 7e 27e                      | Leksands IF (Elitserien) MODO hockey (Elitserien)                                                   |
| 2001  | Shaone Morrisonn                           | 19e                         | Blazers de Kamloops (LHOu)                                                                          |
| 2002  | Hannu Toivonen                             | 29e                         | HPK Hämeenlinna (SM-Liiga)                                                                          |
| 2003  | Mark Stuart                                | 21e                         | Tigers de Colorado College (NCAA)                                                                   |
| 2004  | aucun choix de premier tour                | aucun choix de premier tour | aucun choix de premier tour                                                                         |
| 2005  | Matt Lashoff                               | 22e                         | Rangers de Kitchener (LHO)                                                                          |
| 2006  | Phil Kessel                                | 5e                          | Golden Gophers du Minnesota (WCHA)                                                                  |
| 2007  | Zach Hamill                                | 8e                          | Silvertips d'Everett (LHOu)                                                                         |
| 2008  | Joe Colborne                               | 16e                         | Kodiaks de Camrose (AJHL)                                                                           |
| 2009  | Jordan Caron                               | 25e                         | Océanic de Rimouski (LHJMQ)                                                                         |
| 2010  | Tyler Seguin                               | 2e                          | Whalers de Plymouth (LHO)                                                                           |
| 2011  | Dougie Hamilton                            | 9e                          | IceDogs de Niagara (LHO)                                                                            |
| 2012  | Malcolm Subban                             | 24e                         | Bulls de Belleville (LHO)                                                                           |
| 2013  | aucun choix de premier tour                | aucun choix de premier tour | aucun choix de premier tour                                                                         |
| 2014  | David Pastrňák                             | 25e                         | Sodertalje SK (Allsvenskan)                                                                         |
| 2015  | Jakub Zbořil Jake DeBrusk Zachary Senyshyn | 13e 14e 15e                 | Sea Dogs de Saint-Jean (LHJMQ) Broncos de Swift Current (LHOu) Greyhounds de Sault Ste. Marie (LHO) |
| 2016  | Charlie McAvoy Trent Frederic              | 14e 29e                     | Boston University (H-East) United States National Development Team (USHL)                           |
| 2017  | Urho Vaakanainen                           | 18e                         | JYP Jyväskylä (SM-Liiga)                                                                            |
| 2018  | aucun choix de premier tour                | aucun choix de premier tour | aucun choix de premier tour                                                                         |
| 2019  | John Beecher                               | 30e                         | USNTDP U18 (USHL)                                                                                   |
| 2020  | aucun choix de premier tour                | aucun choix de premier tour | aucun choix de premier tour                                                                         |
| 2021  | Fabian Lysell                              | 21e                         | Luleå HF (SHL)                                                                                      |
| 2022  | aucun choix de premier tour                | aucun choix de premier tour | aucun choix de premier tour                                                                         |
| 2023  | aucun choix de premier tour                | aucun choix de premier tour | aucun choix de premier tour                                                                         |
| 2024  | Dean Letourneau                            | 25e                         | St. Andrew's College Saints (CISAA)                                                                 |

#### Records de la franchise
Plus de 900 joueurs différents ont déjà porté les couleurs des Bruins de Boston. Parmi tous ces joueurs, certains ne sont passés que rapidement avec Boston mais d'autres sont restés plus longtemps. Ainsi, Raymond Bourque est le joueur qui a participé au plus grand nombre de matchs : sur un total de 21 saisons, il joue 1 518 matchs pour le plus haut total de passes décisives avec 1 111 réalisations. Bourque est aussi le meilleur pointeur de la franchise avec 1 506 points. Il joue sa première saison avec Boston en saison 1979-1980, deux saisons après que Johnny Bucyk a mis fin à sa carrière. Bucyk a également joué 21 saisons avec les Bruins et il est le meilleur buteur de l'histoire du club avec 545 buts inscrits en carrière. Il possède également la plus longue série de matchs consécutifs avec 418 matchs joués entre janvier 1969 et mars 1975. Avec 2 095 minutes de pénalité, Terry O'Reilly est le joueur le plus puni de toute l'histoire du club.
Avec 139 points dont 102 passes et 37 buts en 1970-1971, Bobby Orr a le meilleur total de point de la LNH sur une saison pour un défenseur. Au cours de cette saison, plusieurs records individuels de la franchise sont établis : plus haut total de passes décisives pour Orr, plus haut total de buts pour Phil Esposito avec 76 réalisations ainsi que le plus haut total de points également pour Esposito qui comptabilise 152 points. En 1987-1988, Jay Miller passe 302 minutes sur le banc des pénalités, le plus haut total pour un joueur des Bruins sur une saison.
Lors du premier tour des séries éliminatoire 2024 face au Maple Leafs de Toronto, Marchand devient le meilleur buteur en série de l'histoire des Bruins avec sa 56e réalisation.
Pour les significations des abréviations, voir statistiques du hockey sur glace.

| Joueur           | Pos | PJ    | B   | A     | Pts   | Pts / PJ | Pun   |
| ---------------- | --- | ----- | --- | ----- | ----- | -------- | ----- |
| Raymond Bourque  | D   | 1 518 | 395 | 1 111 | 1 506 | 0,99     | 1 087 |
| Johnny Bucyk     | AG  | 1 436 | 545 | 794   | 1 339 | 0,93     | 436   |
| Phil Esposito    | C   | 625   | 459 | 553   | 1 012 | 1,63     | 512   |
| Rick Middleton   | AD  | 881   | 402 | 496   | 898   | 1,02     | 124   |
| Bobby Orr        | D   | 631   | 264 | 624   | 888   | 1,41     | 924   |
| Wayne Cashman    | AG  | 1 027 | 277 | 516   | 793   | 0,77     | 1 041 |
| Patrice Bergeron | C   | 963   | 289 | 445   | 734   | 0,76     | 366   |
| Ken Hodge        | AD  | 652   | 289 | 385   | 674   | 1,03     | 620   |
| Terry O'Reilly   | AD  | 891   | 204 | 402   | 606   | 0,68     | 2 095 |
| Cam Neely        | AD  | 525   | 344 | 246   | 590   | 1,12     | 921   |

#### Numéros retirés

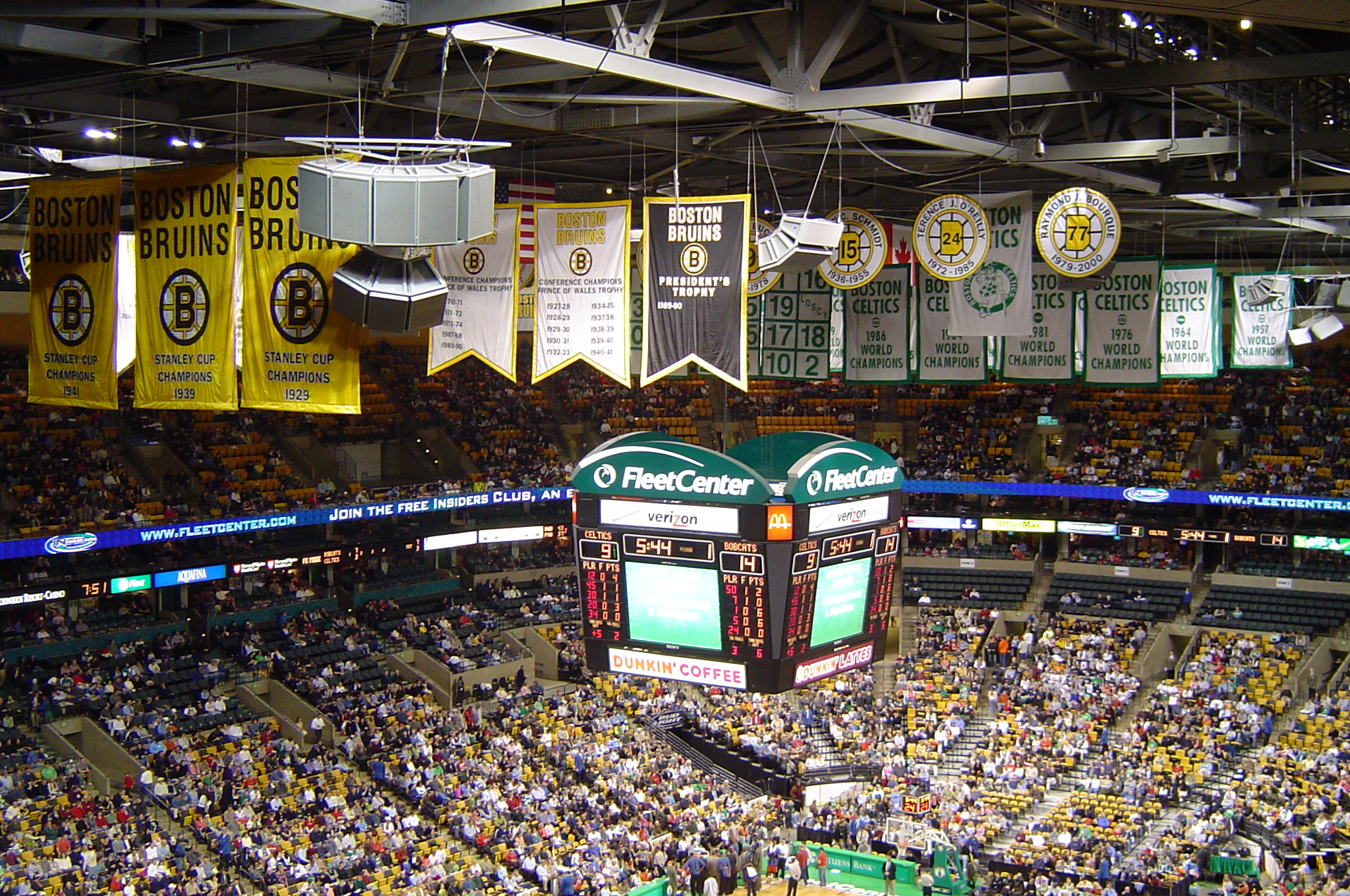
Le TD Garden de Boston, on voit trois des numéros retirés : le 15, le 24 et le 77.

- 2 - Edward W. Shore : le seul défenseur de l'histoire de la LNH à avoir reçu à quatre reprises le trophée Hart remis au meilleur joueur de la ligue. Vainqueur de deux coupes Stanley avec les Bruins (en 1929 et 1939). Il fait partie des premières personnes intronisées au Temple de la renommée du hockey en 1945.
- 3 - Lionel Hitchman : le tout premier capitaine de l'histoire des Bruins, il porte le « C » de 1927 à 1931. Il est le partenaire en défense d'Eddie Shore durant huit saisons. Membre des Bruins lorsque ceux-ci remportent leur première Coupe Stanley en 1929.
- 4 - Robert G. Orr : remporte 16 trophées de la LNH en dix saisons avec les Bruins dont trois trophées Hart. Il est également le seul défenseur de l'histoire de la LNH à remporter le titre de meilleur marqueur de la ligue et remporte le trophée correspondant, le trophée Art-Ross, à deux reprises. Gagnant huit fois de suite le trophée James-Norris du meilleur défenseur. Il est le premier joueur de la LNH à inscrire cent points lors de six saisons consécutives. Membre du temple de la renommée du hockey depuis 1979[223].
- 5 - Aubrey V. Clapper : le premier joueur de l'histoire de la LNH à prendre part à vingt saisons, il est le capitaine des Bruins durant quatorze années. Le seul joueur des Bruins à remporter trois coupes Stanley (1929, 1939 et 1941). Il joue son dernier match le 12 février 1947 et est intronisé au Temple de la renommée du hockey immédiatement après ce match.
- 7 - Philip A. Esposito : le premier joueur de l'histoire de la LNH à inscrire cent points en une saison. Vainqueur de deux trophées Hart et cinq trophées Art Ross. Vainqueur de la Coupe Stanley avec les Bruins à deux reprises (1970 et 1972). Membre du Temple de la renommée du hockey depuis 1984.
- 8 - Cameron M. Neely : meilleur buteur de l'équipe au cours de sept des dix saisons passées avec les Bruins, dont trois saisons de plus de 50 buts. Meneur de l'histoire des Bruins pour le plus de buts marqués par un ailier en une saison avec 55 buts en 1989-1990. Vainqueur du trophée Bill-Masterton en 1994. Il est forcé d'annoncer son retrait de la compétition à la suite de nombreuses blessures. Membre du Temple de la renommée du hockey depuis 2005.
- 9 - John P. Bucyk : joue durant 21 saisons avec les Bruins, détenant tous les records offensifs de l'équipe durant plus de vingt ans. Capitaine de l'équipe durant cinq saisons et vainqueur de deux Coupes Stanley avec celle-ci. Récipiendaire de deux trophées Lady Byng remis au joueur jugé le plus gentilhomme. Membre du Temple de la renommée du hockey depuis 1981.
- 15 - Milton C. Schmidt : la seule personne de l'histoire des Bruins à avoir été en activité pour l'équipe en tant que joueur, entraîneur et directeur-général. Vainqueur de quatre coupes Stanley, deux en tant que joueur (1929 et 1939) et deux en tant que directeur-général (1970 et 1972). Centre de la Kraut Line qui est la première ligne de l'histoire de la ligue dont les joueurs terminent 1er, 2e, et 3e marqueurs d'une saison. Membre des Forces armées canadiennes lors de la Seconde Guerre mondiale. Élu au Temple de la renommée du hockey en 1961.
- 16 - Richard D. Middleton : joue durant 12 saisons avec les Bruins de 1976 à 1988. Il est le 3e meilleur buteur, le 6e meilleur passeur et le 4e meilleur pointeur dans l'histoire de l'équipe en saison régulière. Récipiendaire d'un trophées Lady Byng remis au joueur jugé le plus gentilhomme.
- 22 - Willie O'Ree : son maillot est retiré en février 2021, en tant que premier joueur noir de la LNH. Il est intronisé au Temple de la renommée en 2018 dans la catégorie des batisseurs, ayant fortement contribué à ouvrir les portes de l'équalité raciale au sein de la ligue, notamment en tant qu'ambassadeur pour l'égalité de la LNH à partir de 1996[224].
- 24 - Terrence J. O'Reilly : capitaine du club de 1983 à 1985. Il est un des quatre joueurs de l'histoire des Bruins à avoir mené l'équipe pour les points marqués et les minutes de punitions. Il est le huitième meilleur marqueur dans l'histoire du club et se classe premier au chapitre des punitions. Il est également l'entraîneur des Bruins de 1986 à 1989.
- 77 - Raymond Bourque : vainqueur de cinq trophées James-Norris remis au meilleur défenseur et nommé à 18 reprises sur une des équipes d'étoiles de la LNH. Meneur de l'histoire des Bruins pour les parties jouées, les passes et les points. Il est le meilleur marqueur de l'histoire de la LNH à la position de défenseur. Intronisé au Temple de la renommée du hockey en 2004. Bourque a porté aussi le numéro 7 avec les Bruins, de 1979 jusqu'au 3 décembre 1993, lorsqu'il est retiré en l'honneur de Phil Esposito ; c'est ce jour-là qu'il revêt pour la première fois le numéro 77[116].
- 99 - Wayne Gretzky : considéré comme le plus grand joueur de l'histoire de la LNH, son numéro est retiré par toutes les équipes de la ligue le 6 février 2000 lors du 50e Match des étoiles. Lorsqu'il annonce son retrait de la compétition en 1999, il est intronisé au Temple de la renommée cette même année.

### Entraîneurs-chefs

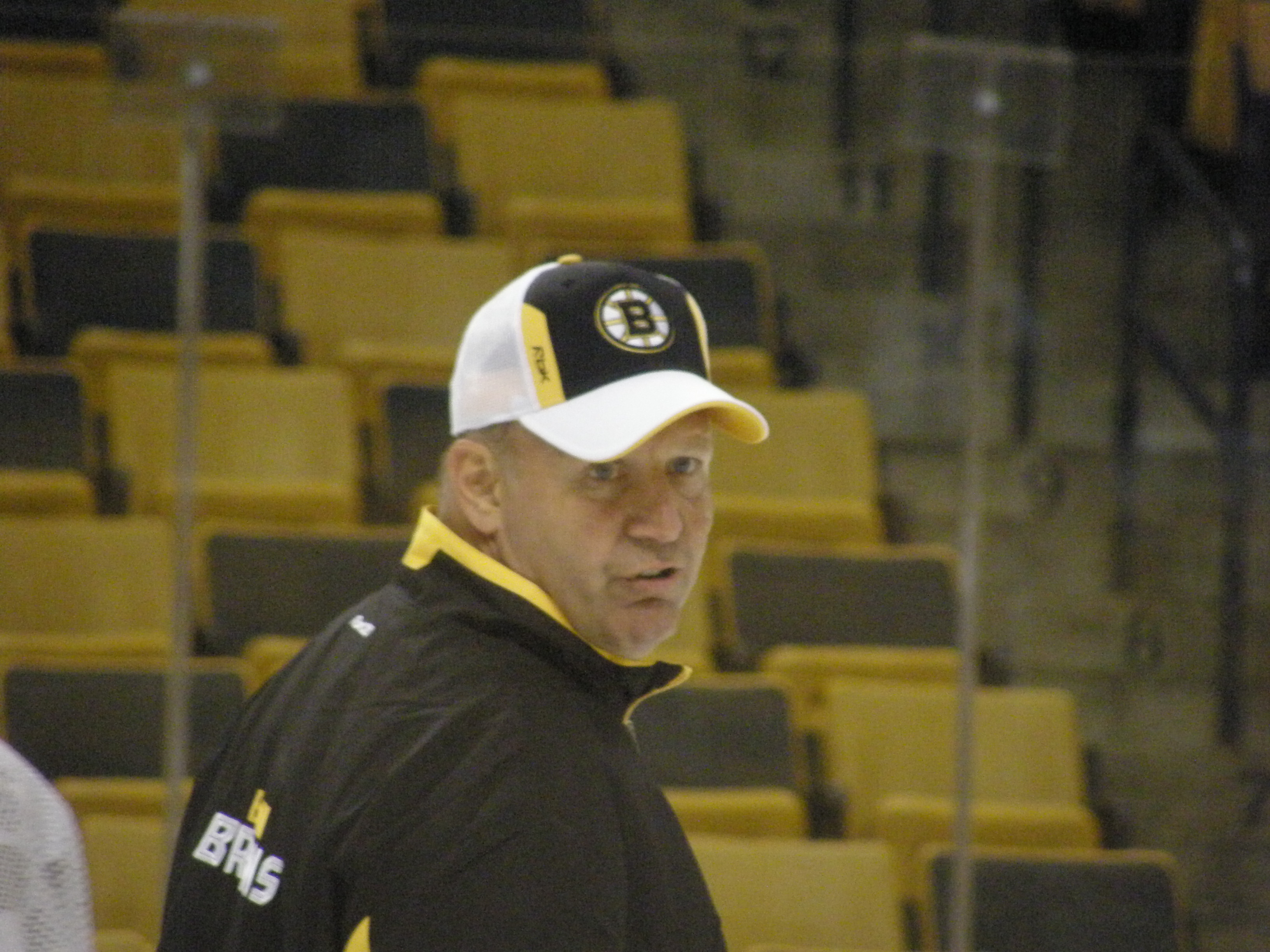
Claude Julien, entraîneur des Bruins de 2007 à 2017.

- Pour les significations des abréviations, voir statistiques du hockey sur glace.
- Ces statistiques incluent les résultats en séries éliminatoires.
- En gras sont inscrits les entraîneurs ayant gagné la Coupe Stanley avec les Bruins.

Cette section présente le nom des entraîneurs des Bruins depuis leurs débuts. Claude Julien est nommé vingt-septième entraîneur de l'histoire du club le 21 juin 2007 ; il est en fait le 34e entraîneur des Bruins, trois d'entre eux ayant occupé ce poste à plusieurs reprises : Arthur Ross 4 fois, Milton Schmidt 2 fois et Harry Sinden 3 fois.
Les six coupes Stanley remportées par les Bruins l'ont été avec six entraîneurs différents : Cyril Denneny la remporte en 1929 ; Arthur Ross la soulève à une reprise, lors de sa troisième période à la tête de l'équipe en 1939 ; son successeur, Ralph Weiland, gagne la coupe deux ans plus tard, en 1941 ; Harry Sinden en 1970, Thomas Johnson en 1972 et Claude Julien en 2010-2011 sont les trois derniers entraîneurs à ramener le trophée à Boston.
| No | Nom               | Premier match     | Dernier match    | Saison régulière | Saison régulière | Saison régulière | Saison régulière | Saison régulière | Saison régulière | Saison régulière | Séries éliminatoires | Séries éliminatoires | Séries éliminatoires | Séries éliminatoires | Remarques                                                                          |
| No | Nom               | Premier match     | Dernier match    | PJ               | V                | D                | N                | DP               | P                | % V              | PJ                   | V                    | D                    | % V                  | Remarques                                                                          |
| -- | ----------------- | ----------------- | ---------------- | ---------------- | ---------------- | ---------------- | ---------------- | ---------------- | ---------------- | ---------------- | -------------------- | -------------------- | -------------------- | -------------------- | ---------------------------------------------------------------------------------- |
| 1  | Arthur Ross       | 1er décembre 1924 | 1928             | 154              | 64               | 72               | 18               | -                | 146              | 47,4             | -                    | -                    | -                    | -                    | Finale de la Coupe Stanley 1927                                                    |
| 2  | Cyril Denneny     | 1928              | 1929             | 44               | 26               | 13               | 5                | -                | 57               | 64,8             | 5                    | 5                    | 0                    | 100,0                | Coupe Stanley 1929                                                                 |
| 3  | Arthur Ross       | 1929              | 1934             | 232              | 124              | 76               | 32               | -                | 280              | 60,3             | 6                    | 2                    | 4                    | 33,3                 | Finale de la Coupe Stanley 1930                                                    |
| 4  | Francis Patrick   | 8 novembre 1934   | 26 mars 1936     | 96               | 48               | 36               | 12               | -                | 108              | 56,3             | 6                    | 2                    | 4                    | 33,3                 |                                                                                    |
| 5  | Arthur Ross       | 7 novembre 1936   | 16 avril 1939    | 144              | 89               | 39               | 16               | -                | 194              | 67,4             | 18                   | 9                    | 9                    | 50,0                 | Coupe Stanley 1939                                                                 |
| 6  | Ralph Weiland     | 4 novembre 1939   | 12 avril 1941    | 96               | 58               | 20               | 18               | -                | 134              | 69,8             | 17                   | 10                   | 7                    | 58,8                 | Coupe Stanley 1941                                                                 |
| 7  | Arthur Ross       | 8 novembre 1941   | 3 avril 1945     | 198              | 84               | 90               | 24               | -                | 132              | 48,5             | 21                   | 9                    | 12                   | 42,9                 | Finale de la Coupe Stanley 1943                                                    |
| 8  | Aubrey Clapper    | 24 octobre 1945   | 30 mars 1949     | 230              | 102              | 88               | 40               | -                | 244              | 53,0             | 25                   | 8                    | 17                   | 32,0                 | Finale de la Coupe Stanley 1946                                                    |
| 9  | Georges Boucher   | 12 octobre 1949   | 26 mars 1950     | 70               | 22               | 32               | 16               | -                | 60               | 42,9             | -                    | -                    | -                    | -                    |                                                                                    |
| 10 | Lynn Patrick      | 14 octobre 1950   | 19 décembre 1954 | 310              | 117              | 130              | 63               | -                | 297              | 47,9             | 40                   | 16                   | 23                   | 40,0                 | Finale de la Coupe Stanley 1953                                                    |
| 11 | Milton Schmidt    | 25 décembre 1954  | 19 mars 1961     | 460              | 172              | 203              | 75               | -                | 419              | 45,5             | 34                   | 15                   | 19                   | 44,1                 | Finales de la Coupe Stanley 1957 et 1958                                           |
| 12 | Joseph Watson     | 11 octobre 1961   | 18 novembre 1962 | 84               | 16               | 55               | 13               | -                | 45               | 26,8             | -                    | -                    | -                    | -                    |                                                                                    |
| 13 | Milton Schmidt    | 21 novembre 1962  | 3 avril 1966     | 266              | 73               | 157              | 46               | -                | 192              | 36,1             | -                    | -                    | -                    | -                    |                                                                                    |
| 14 | Harry Sinden      | 19 octobre 1966   | 10 mai 1970      | 296              | 136              | 105              | 55               | -                | 327              | 55,2             | 28                   | 18                   | 10                   | 64,3                 | Coupe Stanley 1970                                                                 |
| 15 | Thomas Johnson    | 11 octobre 1970   | 4 février 1973   | 208              | 142              | 43               | 23               | -                | 307              | 73,8             | 22                   | 15                   | 7                    | 68,1                 | Coupe Stanley 1972                                                                 |
| 16 | Armand Guidolin   | 7 février 1973    | 19 mai 1974      | 104              | 72               | 23               | 9                | -                | 153              | 73,6             | 21                   | 11                   | 10                   | 52,4                 | Finale de la Coupe Stanley 1974                                                    |
| 17 | Donald Cherry     | 10 octobre 1974   | 10 mai 1979      | 400              | 231              | 105              | 64               | -                | 526              | 65,8             | 55                   | 31                   | 24                   | 56,4                 | trophée Jack-Adams en 1975-1976 Finales de la Coupe Stanley 1977 et 1978           |
| 18 | Fred Creighton    | 11 octobre 1979   | 19 mars 1980     | 73               | 40               | 20               | 13               | -                | 93               | 63,7             | -                    | -                    | -                    | -                    |                                                                                    |
| 19 | Harry Sinden      | 22 mars 1980      | 22 avril 1980    | 7                | 6                | 1                | 0                | -                | 12               | 85,7             | 10                   | 4                    | 6                    | 40,0                 |                                                                                    |
| 20 | Gerald Cheevers   | 9 octobre 1980    | 10 février 1985  | 376              | 204              | 126              | 46               | -                | 454              | 60,4             | 34                   | 15                   | 19                   | 44,1                 |                                                                                    |
| 21 | Harry Sinden      | 14 février 1985   | 16 avril 1985    | 24               | 11               | 10               | 3                | -                | 25               | 52,1             | 5                    | 2                    | 3                    | 40,0                 |                                                                                    |
| 22 | Robert Goring     | 10 octobre 1985   | 5 novembre 1986  | 93               | 42               | 38               | 13               | -                | 97               | 52,2             | 3                    | 0                    | 3                    | 0,0                  |                                                                                    |
| 23 | Terence O'Reilly  | 8 novembre 1986   | 25 avril 1989    | 227              | 15               | 86               | 26               | -                | 256              | 56,4             | 37                   | 17                   | 19                   | 45,9                 | Finale de la Coupe Stanley 1988                                                    |
| 24 | Michael Milbury   | 5 octobre 1989    | 11 mai 1991      | 160              | 90               | 49               | 21               | -                | 201              | 62,8             | 40                   | 23                   | 17                   | 57,5                 | Finale de la Coupe Stanley 1990                                                    |
| 25 | Richard Bowness   | 3 octobre 1991    | 23 mai 1992      | 80               | 36               | 32               | 12               | -                | 84               | 52,5             | 15                   | 8                    | 7                    | 53,3                 |                                                                                    |
| 26 | Brian Sutter      | 8 octobre 1992    | 14 mai 1995      | 216              | 120              | 73               | 23               | -                | 263              | 60,9             | 22                   | 7                    | 15                   | 31,8                 |                                                                                    |
| 27 | Stephen Kasper    | 7 octobre 1995    | 13 avril 1997    | 164              | 66               | 78               | 20               | -                | 176              | 46,3             | 5                    | 1                    | 4                    | 20,0                 |                                                                                    |
| 28 | Patrick Burns     | 7 octobre 1997    | 20 octobre 2000  | 254              | 105              | 103              | 20               | 6                | 262              | 50,4             | 18                   | 8                    | 10                   | 44,4                 | trophée Jack-Adams en 1997-1998                                                    |
| 29 | Michael Keenan    | 26 octobre 2000   | 7 avril 2001     | 74               | 33               | 26               | 7                | 8                | 81               | 54,7             | -                    | -                    | -                    | -                    |                                                                                    |
| 30 | Robert Ftorek     | 4 octobre 2001    | 18 mars 2003     | 155              | 76               | 52               | 14               | 13               | 179              | 57,7             | 6                    | 2                    | 4                    | 33,3                 |                                                                                    |
| 31 | Michael O'Connell | 21 mars 2003      | 17 avril 2003    | 9                | 3                | 3                | 3                | 0                | 9                | 50,0             | 5                    | 1                    | 4                    | 20,0                 |                                                                                    |
| 32 | Michael Sullivan  | 8 octobre 2003    | 15 avril 2006    | 164              | 70               | 56               | 15               | 23               | 178              | 54,3             | 7                    | 3                    | 4                    | 42,9                 |                                                                                    |
| 33 | David Lewis       | 6 octobre 2006    | 7 avril 2007     | 82               | 35               | 41               | -                | 6                | 76               | 46,3             | -                    | -                    | -                    | -                    |                                                                                    |
| 34 | Claude Julien     | 5 octobre 2007    | 7 février 2017   | 759              | 419              | 246              | -                | 94               | 932              | 62,1             | 97                   | 57                   | 40                   | 58,8                 | trophée Jack-Adams en 2008-2009 Coupe Stanley 2011 Finale de la Coupe Stanley 2013 |
| 35 | Bruce Cassidy     | 7 février 2017    | 6 juin 2022      | 399              | 245              | 108              | -                | 46               | 536              | 67,2             | 73                   | 36                   | 37                   | 49,3                 | Finale de la Coupe Stanley 2019 trophée Jack-Adams en 2019-2020                    |
| 36 | James Montgomery  | 1er juillet 2022  | 19 novembre 2024 | 184              | 120              | 41               | -                | 23               | 263              | 65,2             | 19                   | 9                    | 10                   | 47,4                 | trophée Jack-Adams en 2022-2023                                                    |
| 37 | Joe Sacco         | 19 novembre 2024  |                  |                  |                  |                  |                  |                  |                  |                  |                      |                      |                      |                      |                                                                                    |

### Directeurs généraux
Depuis sa création, et si on excepte Jeff Gorton (en) qui assure l'intérim du poste en 2006 lorsque Michael O'Connell est renvoyé, huit directeurs généraux se sont succédé à la tête des Bruins. Peter Chiarelli, nommé en 2006, est le seul depuis Arthur Ross à ne pas avoir entraîné et joué pour la franchise.
| No | Nom                           | Engagement        | Départ           | Remarques                                                                |
| -- | ----------------------------- | ----------------- | ---------------- | ------------------------------------------------------------------------ |
| 1  | Arthur Ross                   | 1er novembre 1924 | 1er avril 1954   | Coupes Stanley 1929, 1939 et 1941 Finales 1927, 1930, 1943, 1946 et 1953 |
| 2  | Lynn Patrick                  | 1er avril 1954    | 5 avril 1965     | Finales de la Coupe Stanley 1957 et 1958                                 |
| 3  | Leighton Emms                 | 5 avril 1965      | juin 1967        |                                                                          |
| 4  | Milton Schmidt                | juin 1967         | 5 octobre 1972   | Coupes Stanley 1970 et 1972                                              |
| 5  | Harry Sinden                  | 5 octobre 1972    | 11 novembre 2000 | Finales de la Coupe Stanley 1974, 1977, 1978, 1988 et 1990               |
| 6  | Michael O'Connell             | 1er novembre 2000 | 25 mars 2006     |                                                                          |
| -  | Jeff Gorton (en) (ad interim) | 25 mars 2006      | 26 mai 2006      |                                                                          |
| 7  | Peter Chiarelli               | 26 mai 2006       | 15 avril 2015    | Coupe Stanley 2011 Finale de la Coupe Stanley 2013                       |
| 8  | Donald Sweeney                | 20 mai 2016       |                  | Directeur général de la saison 2018-2019 Finale de la Coupe Stanley 2019 |

### Présidents
Depuis 1924, huit personnes se sont succédé au poste de président des Bruins. Weston Adams est le seul à avoir occupé cette position à deux reprises, de 1936 à 1951 puis de nouveau de 1964 à 1969 à la suite du décès de son successeur Walter Brown. Entre le départ de Harry Sinden en 2006 et la nomination de Cam Neely en 2010, les Bruins n'avaient pas de président :
- Charles Adams : de 1924 à 1936 ;
- Weston Adams : de 1936 à 1951 ;
- Walter Brown : de 1951 à septembre 1964 ;
- Weston Adams : de septembre 1964 à 30 mars 1969 ;
- Weston Adams Junior : 31 mars 1969 - 30 septembre 1975 ;
- Paul Mooney : du 1er octobre 1975 au 24 mars 1987 ;
- William Hassett : du 24 mars 1987 au 1er décembre 1988 ;
- Harry Sinden : du 1er décembre 1988 au 9 août 2006 ;
- Pas de président : du 9 août 2006 au 16 juin 2010 ;
- Cam Neely : depuis le 16 juin 2010.

## Membres du temple de la renommée du hockey
Depuis 1945, le Temple de la renommée du hockey recense les personnalités du hockey sur glace qui ont marqué ce sport.

### Joueurs
51 joueurs des Bruins ont été intronisés au Temple de la renommée du hockey :
| Année d'intronisation | Nom               | Période(s) avec les Bruins        |
| --------------------- | ----------------- | --------------------------------- |
| 1947                  | Dit Clapper       | 1927-1947                         |
| 1950                  | Eddie Shore       | 1926-1940                         |
| 1952                  | Mickey MacKay     | 1928-1930                         |
| 1958                  | Sprague Cleghorn  | 1925-1928                         |
| 1958                  | Frank Fredrickson | 1926-1929                         |
| 1958                  | Duke Keats        | 1926-1927                         |
| 1959                  | Cy Denneny        | 1928-1929                         |
| 1959                  | Tiny Thompson     | 1928-1938                         |
| 1960                  | Sylvio Mantha     | 1936-1937                         |
| 1961                  | Milt Schmidt      | 1937-1955                         |
| 1962                  | Nels Stewart      | 1932-1937                         |
| 1964                  | Babe Siebert      | 1933-1936                         |
| 1965                  | Marty Barry       | 1929-1935                         |
| 1966                  | Frank Brimsek     | 1938-1943 et 1945-1949            |
| 1966                  | Babe Pratt        | 1946-1947                         |
| 1967                  | Harry Oliver      | 1926-1934                         |
| 1968                  | Bill Cowley       | 1935-1947                         |
| 1970                  | Tom Johnson       | 1963-1965                         |
| 1971                  | Busher Jackson    | 1941-1944                         |
| 1971                  | Terry Sawchuk     | 1955-1957                         |
| 1971                  | Cooney Weiland    | 1928-1932 et 1935-1939            |
| 1972                  | Hooley Smith      | 1936-1937                         |
| 1974                  | Billy Burch       | 1932-1933                         |
| 1976                  | Bill Quackenbush  | 1949-1956                         |
| 1978                  | Jacques Plante    | 1972-1973                         |
| 1979                  | Bobby Orr         | 1966-1976                         |
| 1980                  | Harry Lumley      | 1957-1960                         |
| 1981                  | Johnny Bucyk      | 1957-1978                         |
| 1981                  | Allan Stanley     | 1956-1958                         |
| 1984                  | Phil Esposito     | 1967-1976                         |
| 1984                  | Bernie Parent     | 1965-1967                         |
| 1985                  | Gerry Cheevers    | 1965-1972 et 1975-1980            |
| 1985                  | Jean Ratelle      | 1975-1981                         |
| 1986                  | Leo Boivin        | 1954-1966                         |
| 1988                  | Brad Park         | 1975-1983                         |
| 1990                  | Fernie Flaman     | 1945-1951 et 1954-1961            |
| 1992                  | Woody Dumart      | 1935-1942 et 1945-1954            |
| 1993                  | Guy Lapointe      | 1983-1984                         |
| 1995                  | Bun Cook          | 1936-1937                         |
| 1996                  | Bobby Bauer       | 1935-1942, 1945-1947 et 1951-1952 |
| 1998                  | Roy Conacher      | 1938-1942 et 1945-1946            |
| 2000                  | Joe Mullen        | 1995-1996                         |
| 2004                  | Raymond Bourque   | 1979-2000                         |
| 2004                  | Paul Coffey       | 2001-2002                         |
| 2005                  | Cam Neely         | 1986-1996                         |
| 2009                  | Brian Leetch      | 2005-2006                         |
| 2012                  | Adam Oates        | 1992-1997                         |
| 2016                  | Rogatien Vachon   | 1980-1982                         |
| 2017                  | Dave Andreychuk   | 1999-2000                         |
| 2017                  | Mark Recchi       | 2008-2011                         |
| 2020                  | Jarome Iginla     | 2013-2014                         |

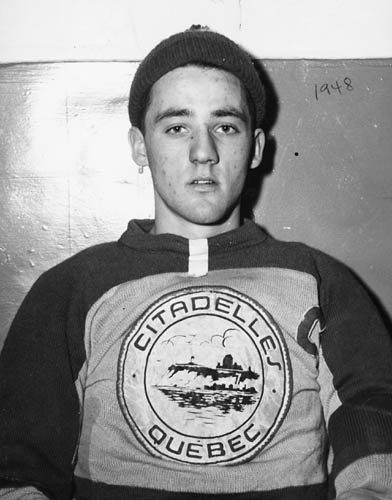
Jacques Plante, intronisé en 1978.

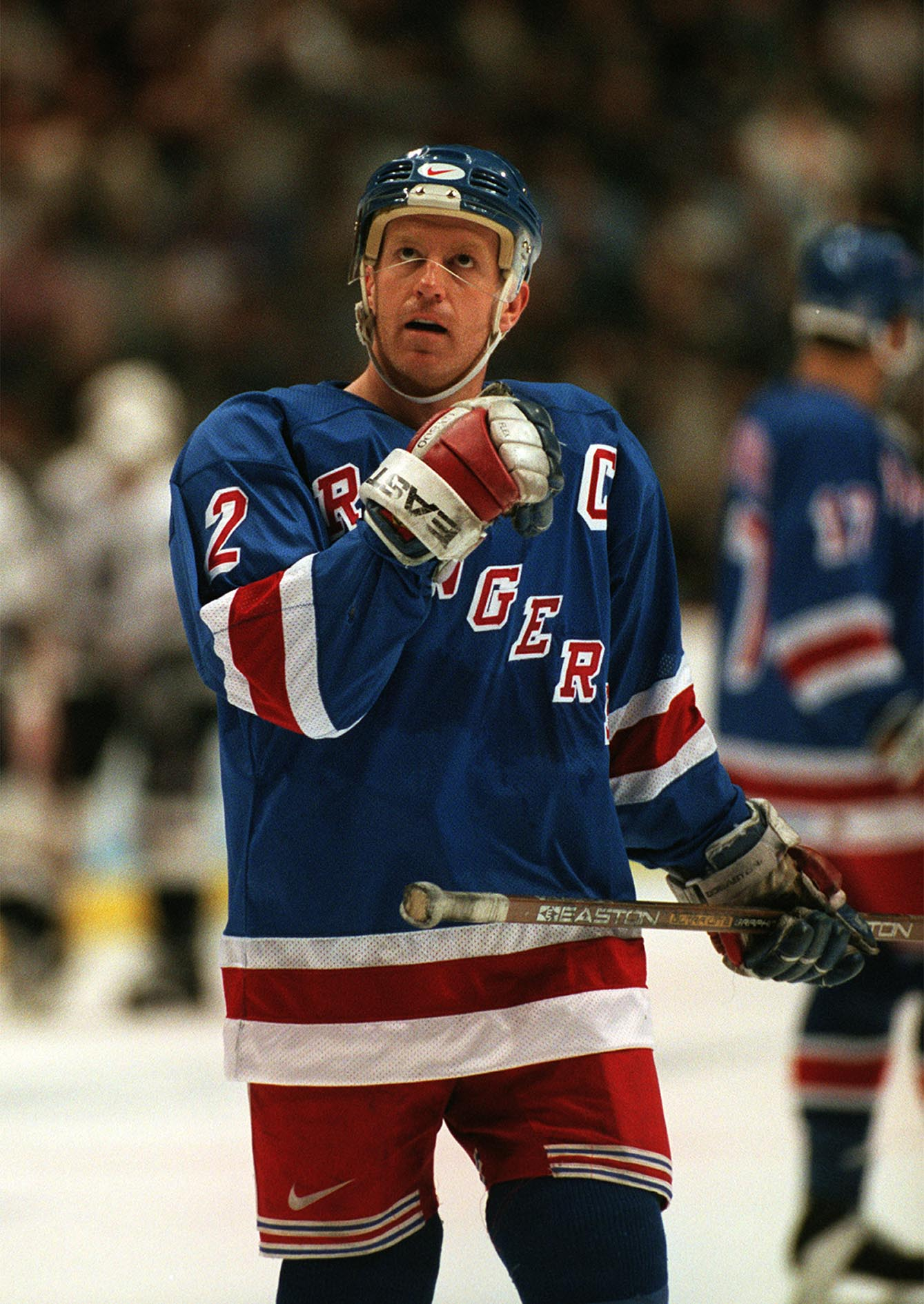
Brian Leetch, intronisé en 2009.

Deux entraîneurs et un entraîneur-adjoint des Bruins ont été intronisés comme joueur mais n'ont jamais joué pour les Bruins. Il s'agit d'Art Ross, premier entraîneur de l'équipe, qui est intronisé en 1945, de Lynn Patrick, entraîneur de l'équipe de 1950 à 1954, qui est intronisé 1980 et de Jacques Laperrière, entraîneur-adjoint de l'équipe de 1997 à 2000, qui est intronisé en 1987.

### Bâtisseurs
Des personnalités n'ayant pas forcément pratiqué le hockey sur glace sont aussi honorées par le temple de la renommée en raison de l'impact qu'ils ont sur ce sport en dehors de la patinoire. Ces personnes, qu'il s'agisse de présidents, de propriétaires de franchises, d'entraîneurs ou de membres des médias, sont appelées les « bâtisseurs ». Huit personnalités des Bruins ont été intronisées en tant que bâtisseurs :
- Charles Adams
- Weston Adams
- Walter Brown
- Patrick Burns
- Willie O'Ree
- Frank Patrick
- Bud Poile
- Harry Sinden

## Trophées de la LNH et internes

### Trophées collectifs

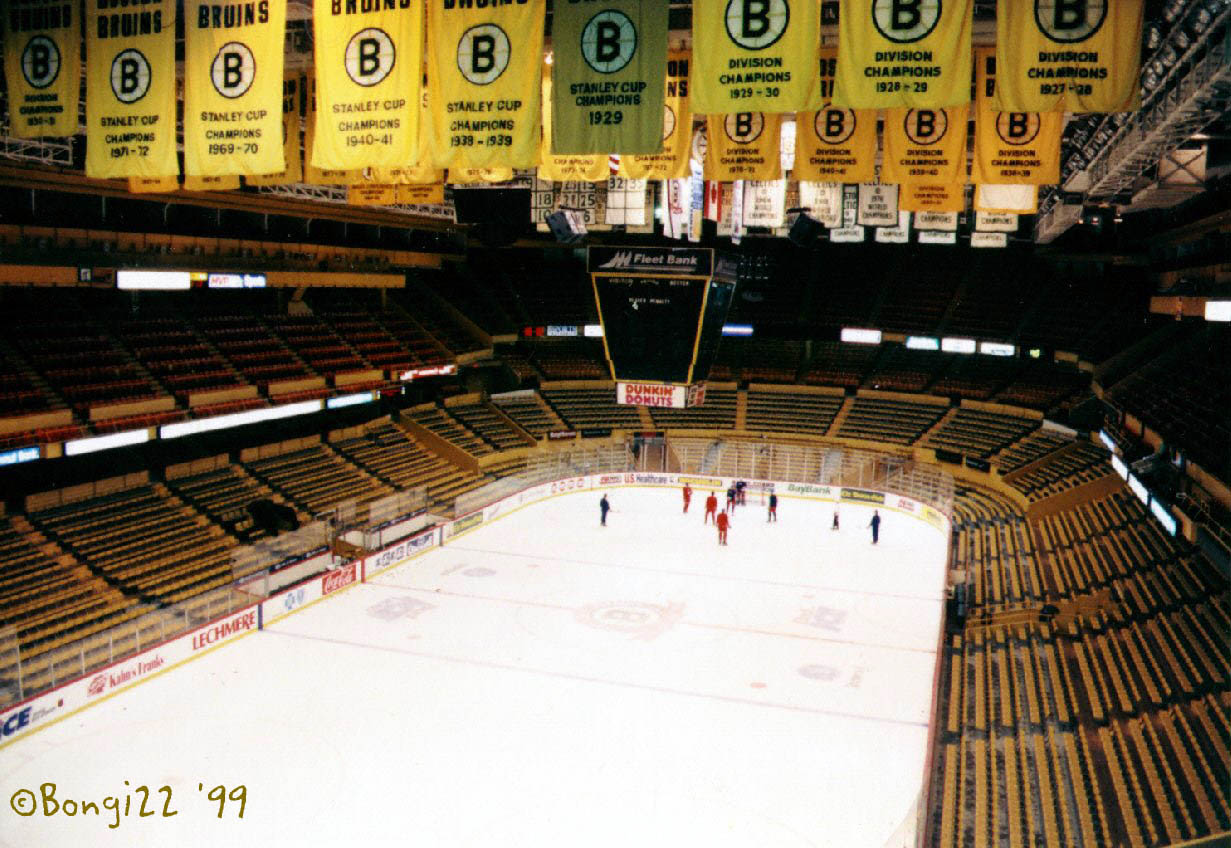
Les bannières de champion des Bruins dans le Boston Garden avec, au premier plan, les cinq Coupes Stanley.

Coupe Stanley
Récompense ultime de la Ligue nationale de hockey. Elle couronne la meilleure équipe des séries éliminatoires. Les Bruins de Boston la remportent à six reprises au cours de leur histoire alors qu'ils accèdent à dix-huit reprises à la finale de la Coupe Stanley :
- 1929, 1939, 1941, 1970, 1972 et 2011.

Trophée des présidents
Il est remis pour la première fois à l'issue de la saison 1985-1986 à la meilleure équipe de la saison régulière. Depuis sa mise en place, les Bruins remportent le trophée à quatre reprises :
- 1990, 2014, 2020, 2023.

Trophée Prince de Galles
Le Trophée Prince de Galles est le trophée de la LNH qui a changé le plus grand nombre de fois de signification. Les Bruins remportent de nombreuses fois ce trophée en tant que :
- Champions de la division Américaine : 1928, 1929, 1930, 1931, 1933, 1935 et 1938 ;
- Champions de la saison régulière : 1939, 1940 et 1941 ;
- Champions de la division Est : 1971, 1972 et 1974 ;
- Vainqueurs de la finale de l'association Prince de Galles : 1988, 1990, 2011, 2013 et 2019.

Champions de division
En plus des titres cités ci-dessus, la franchise finit plusieurs fois à la première place de sa division :
- Division Adams : 1976, 1977, 1978, 1979, 1983, 1984, 1990, 1991, 1993 ;
- Division Nord-Est : 2002, 2004 et 2009.
- Division Atlantique : 2014, 2020 et 2023.

### Trophées individuels

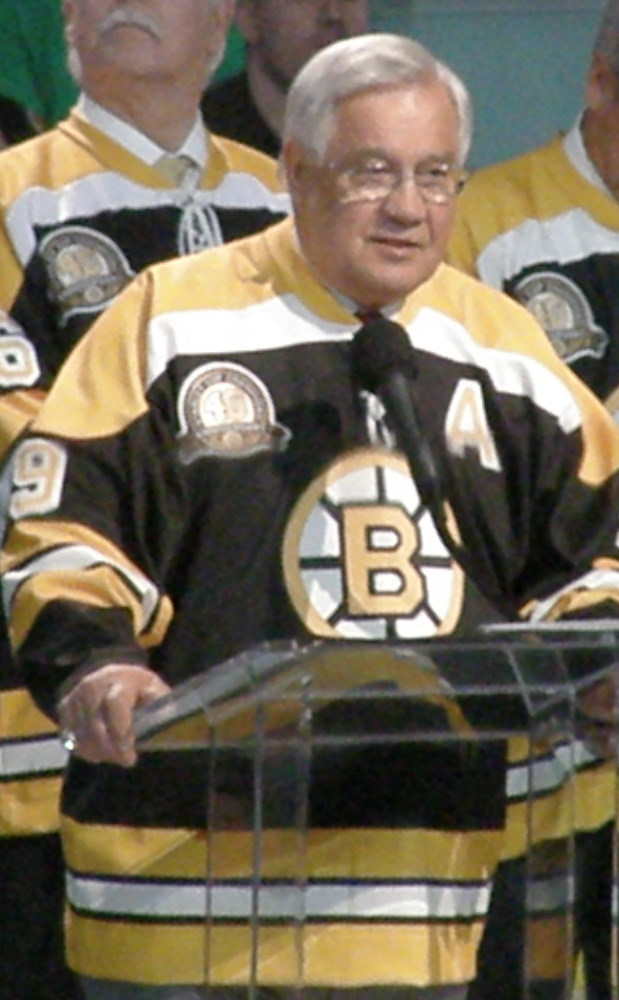
Johnny Bucyk reçoit le trophée Lady Byng en 1971 et 1974 ainsi que le trophée Lester-Patrick en 1977.

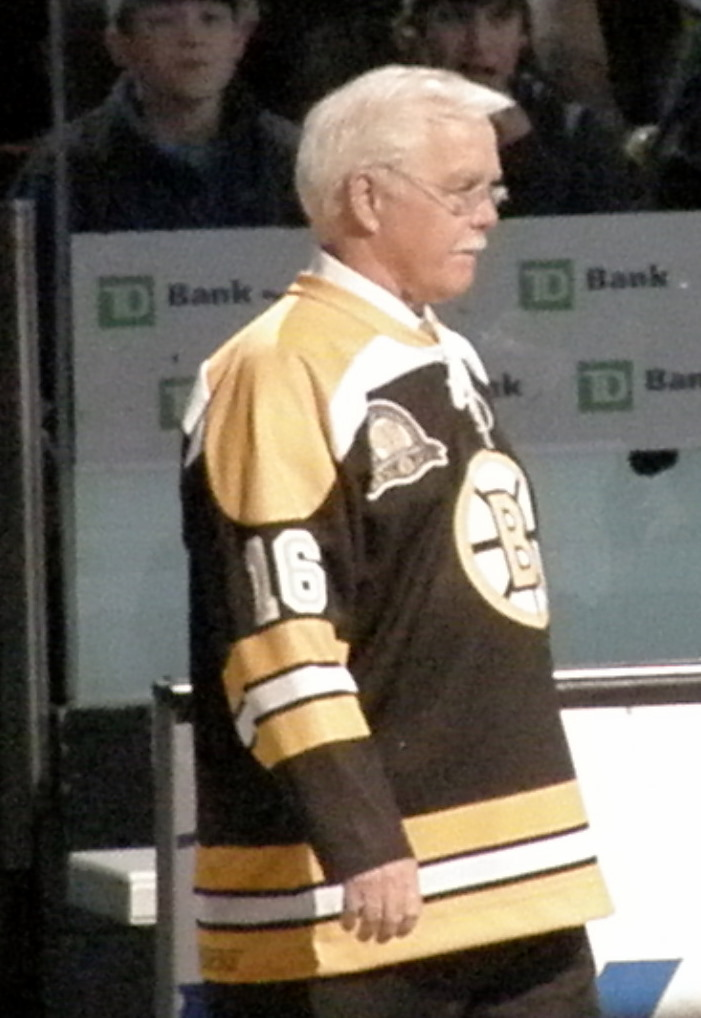
Derek Sanderson reçoit le trophée Calder en 1968.

Trophée Art-Ross
Le trophée Art-Ross est remis au joueur qui inscrit le plus de points au cours de la saison régulière. Trois joueurs des Bruins remportent ce trophée :
- Phil Esposito en 1968-1969, 1970-1971, 1971-1972, 1972-1973 et 1973-1974. Son plus haut total personnel est de 152 points réalisé au cours de la saison 1970-1971 ;
- Bobby Orr en 1969-1970 et 1974-1975, son plus haut total étant de 135 points. Sur cette période, les joueurs des Bruins remportent le trophée pendant sept saisons consécutives alors que le joueur des Bruins est le seul défenseur de l'histoire de la LNH à avoir décroché le trophée ;
- Joe Thornton en 2005-2006, même s'il finit la saison avec les Sharks de San José, il finit premier pour l'ensemble de la saison avec 125 points.

Avant que le trophée Art-Ross ne soit remis, certains joueurs des Bruins ont terminé en tête du classement des meilleurs pointeurs :
- Cooney Weiland en 1929-1930 ;
- Milt Schmidt en 1939-1940 ;
- Bill Cowley en 1940-1941 ;
- Herb Cain en 1943-1944.

Trophée Bill-Masterton
Le trophée Bill-Masterton est une récompense remise au joueur ayant démontré le plus de qualité de persévérance et esprit d’équipe :
- Charlie Simmer en 1985-1986 ;
- Gord Kluzak en 1989-1990 ;
- Cam Neely en 1993-1994 ;
- Phil Kessel en 2006-2007.

Trophée Calder
Le trophée Calder récompense la meilleure recrue, joueur dans sa première saison LNH :
- Frank Brimsek en 1938-1939 ;
- Jack Gelineau en 1949-1950 ;
- Larry Regan en 1956-1957 ;
- Bobby Orr en 1966-1967 ;
- Derek Sanderson en 1967-1968 ;
- Ray Bourque : 1979-1980 ;
- Sergueï Samsonov en 1997-1998 ;
- Andrew Raycroft en 2003-2004.

Trophée Conn-Smythe
Le trophée Conn-Smythe est remis chaque année depuis la fin de la saison 1964-1965 au meilleur joueur des séries éliminatoires. Durant les 87 premières années d'existence de la franchise, seul Bobby Orr remporte ce trophée pour les Bruins avant d'être rejoint par Timothy Thomas :
- Bobby Orr en 1970 et 1972 ;
- Timothy Thomas en 2011.

Trophée Frank-J.-Selke
Le trophée Frank-J.-Selke est remis par la LNH au meilleur attaquant ayant démontré le plus de compétences défensives depuis la saison 1977-1978. Le premier joueur autre que Bob Gainey des Canadiens de Montréal à remporter le trophée est le joueur des Bruins Steve Kasper :
- 1982.

Trophée Hart
Le trophée Hart (en anglais Hart Memorial Trophy) est remis au meilleur joueur de la saison régulière, par vote par l'Association Professionnelle de la Presse Écrite. La distinction est remise depuis 1923 et six joueurs des Bruins l'ont déjà remporté :
- Eddie Shore en 1932-1933, 1934-1935, 1935-1936 et 1937-1938 ;
- Bill Cowley en 1940-1941 et 1942-1943 ;
- Milt Schmidt en 1950-1951 ;
- Phil Esposito en 1968-1969 et 1973-1974 ;
- Bobby Orr en 1969-1970, 1970-1971 et 1971-1972 ;
- Joe Thornton en 2005-2006 alors qu'il finit la saison avec les Sharks.

Trophée Jack-Adams
Le trophée Jack-Adams est remis depuis la saison 1973-1974 au meilleur entraîneur de la saison. Trois entraîneurs de Boston l'ont remporté :
- Don Cherry en 1975-1976 ;
- Pat Burns en 1997-1998 ;
- Claude Julien en 2008-2009.

Trophée James-Norris
À chaque fin de saison, le meilleur défenseur de la LNH reçoit le trophée James-Norris. Bobby Orr est le défenseur ayant reçu le plus grand nombre de trophée Norris avec huit conquêtes au cours de sa carrière. Les défenseurs des Bruins ayant remporté le trophée sont :
- Bobby Orr en 1967-1968, 1968-1969, 1969-1970, 1970-1971, 1971-1972, 1972-1973, 1973-1974 et 1974-1975 ;
- Ray Bourque en 1986-1987, 1987-1988, 1989-1990, 1990-1991 et 1993-1994 ;
- Zdeno Chára en 2008-2009.

Trophée King-Clancy
Le trophée King-Clancy récompense chaque année le joueur ayant démontré le meilleur exemple de leadership et ayant le plus contribué à la société. Deux joueurs des Bruins ont déjà remporté cet honneur :
- Ray Bourque en 1991-1992 ;
- Dave Poulin en 1992-1993.

Trophée Lady Byng
Le trophée Lady Byng est remis au joueur considéré comme ayant le meilleur esprit sportif tout en conservant des performances remarquables sur glace ; l'Association des journalistes de hockey professionnel donne les votes dans le but d'attribuer le trophée en tenant compte à la fois des performances et du nombre de minutes de punitions accumulées. Les Bruins ayant reçu le trophée Lady Byng sont :
- Bobby Bauer en 1939-1940, 1940-1941 et 1946-1947 ;
- Don McKenney en 1959-1960 ;
- Johnny Bucyk en 1970-1971 et 1973-1974 ;
- Rick Middleton en 1981-1982.

Trophée Ted-Lindsay
Le trophée Ted-Lindsay, connu jusqu'en 2010 sous le nom de trophée Lester-B.-Pearson, est remis chaque année au meilleur joueur de la LNH selon les votes de ses pairs. Deux joueurs de Boston ont remporté le trophée :
- Phil Esposito en 1970-1971 et 1972-1973 ;
- Bobby Orr en 1974-1975.

Trophée Vézina
Le trophée Vézina est un trophée remis aux gardiens de but de ligue nationale de hockey. De 1927 à 1981, il récompense le gardien ayant encaissé le moins de but lors de la saison régulière. Depuis la saison 1981-1982, le gardien jugé le meilleur de la saison régulière reçoit ce trophée. Tiny Thompson qui est le premier joueur des Bruins à remporter ce trophée détient aussi le record pour un joueur des Bruins avec quatre trophées Vézina remportés :
- Tiny Thompson en 1929-1930, 1932-1933, 1935-1936 et 1937-1938 ;
- Frank Brimsek en 1938-1939 et 1941-1942 ;
- Pete Peeters en 1982-1983 ;
- Tim Thomas en 2008-2009 et 2010-2011 ;
- Tuukka Rask en 2013-2014.

### Trophées internes

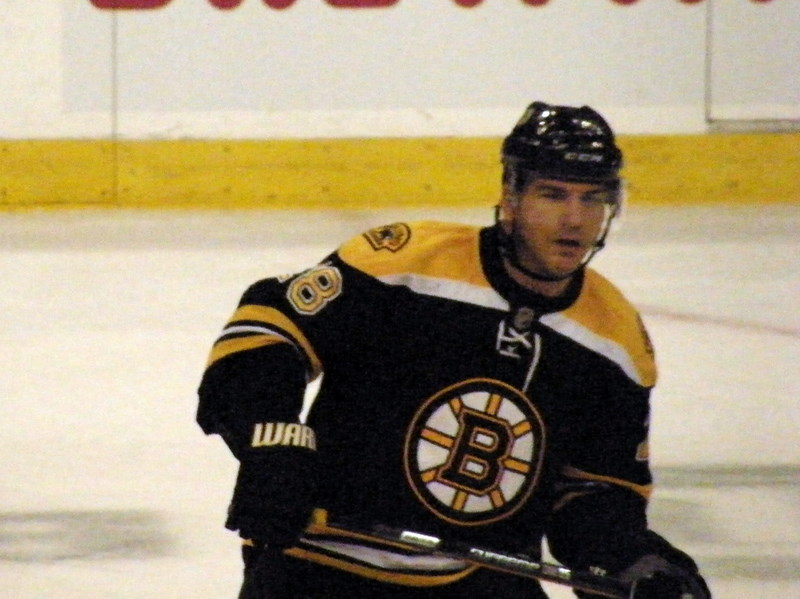
Mark Recchi reçoit lEddie Shore Award en 2010.

Comme de nombreuses autres équipes de la LNH, les Bruins de Boston remettent à la fin de chaque saison régulière des trophées à des joueurs de l'équipe.
Le premier trophée à être remis dans l'histoire du club est le Elizabeth C. Dufresne Trophy pour le joueur considéré comme étant le meilleur dans les matchs à domicile, selon le vote des journalistes. Il est remis pour la première fois à la suite de la saison 1935-1936 à Tiny Thompson. Raymond Bourque est le joueur qui a remporté le plus de fois le trophée avec sept occurrences alors que Patrice Bergeron reçoit le trophée en 2009-2010.
En 1936-1937, un autre joueur est récompensé par un trophée des Bruins : le joueur qui montre le plus de détermination sur la glace. Le trophée porte par la suite le nom d'Eddie Shore Award et Mark Recchi est le récipiendaire 2010.
En 1968-1969, la franchise met en place un nouveau trophée : Seventh Player Award. Ce trophée est décerné par le vote des supporters de l'équipe et récompense le meilleur joueur selon le public. Le trophée est souvent remis à un joueur de « second plan », peu distingué par les autres trophées. Tuukka Rask remporte le trophée à la suite de la saison 2009-2010.
Depuis 1973-1974, les Bruins désignent également les trois meilleurs joueurs de la saison à domicile, selon les votes de la radio locale, et remettent le Bruins Three Stars Award. En 2009-2010, Bergeron, David Krejčí et Rask sont récipiendaires du trophée.
Le John P. Bucyk Award est remis à chaque fin de saison depuis 1999-2000 au joueur le plus disponible en dehors de la patinoire. Une délégation d'anciens joueurs de l'équipe ainsi que de membres du service des relations de la franchise choisit le récipiendaire. Shawn Thornton est choisi en 2010.
L'équipe s'implique également dans le programme d'éducation de l'État puisque chaque année les Bruins remettent le John Carlton Award aux deux étudiants féminin et masculin qui combinent les meilleurs résultats sportifs et scolaires dans l'ensemble du Grand Boston.